# Liste von Musikerinnen elektronischer Musik
Diese Liste von Musikerinnen elektronischer Musik enthält Musikerinnen, Komponistinnen, Sängerinnen und Klangkünstlerinnen, die in verschiedenen Bereichen der elektronischen Musik tätig sind oder waren.

## Liste

### A

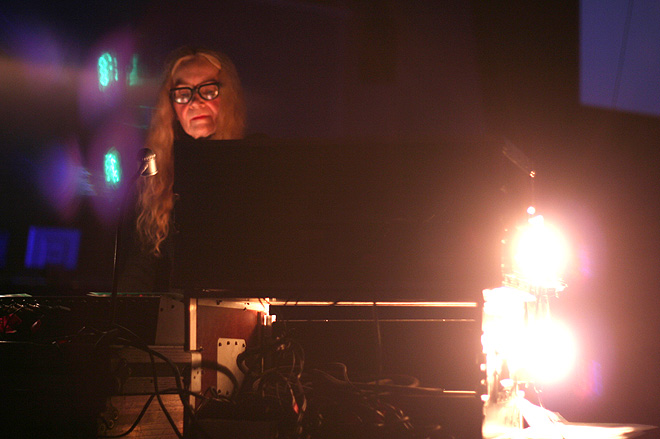
Maryanne Amacher 2006

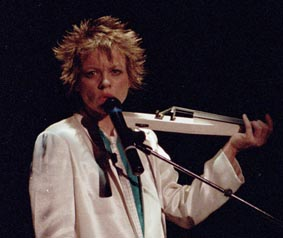
Laurie Anderson

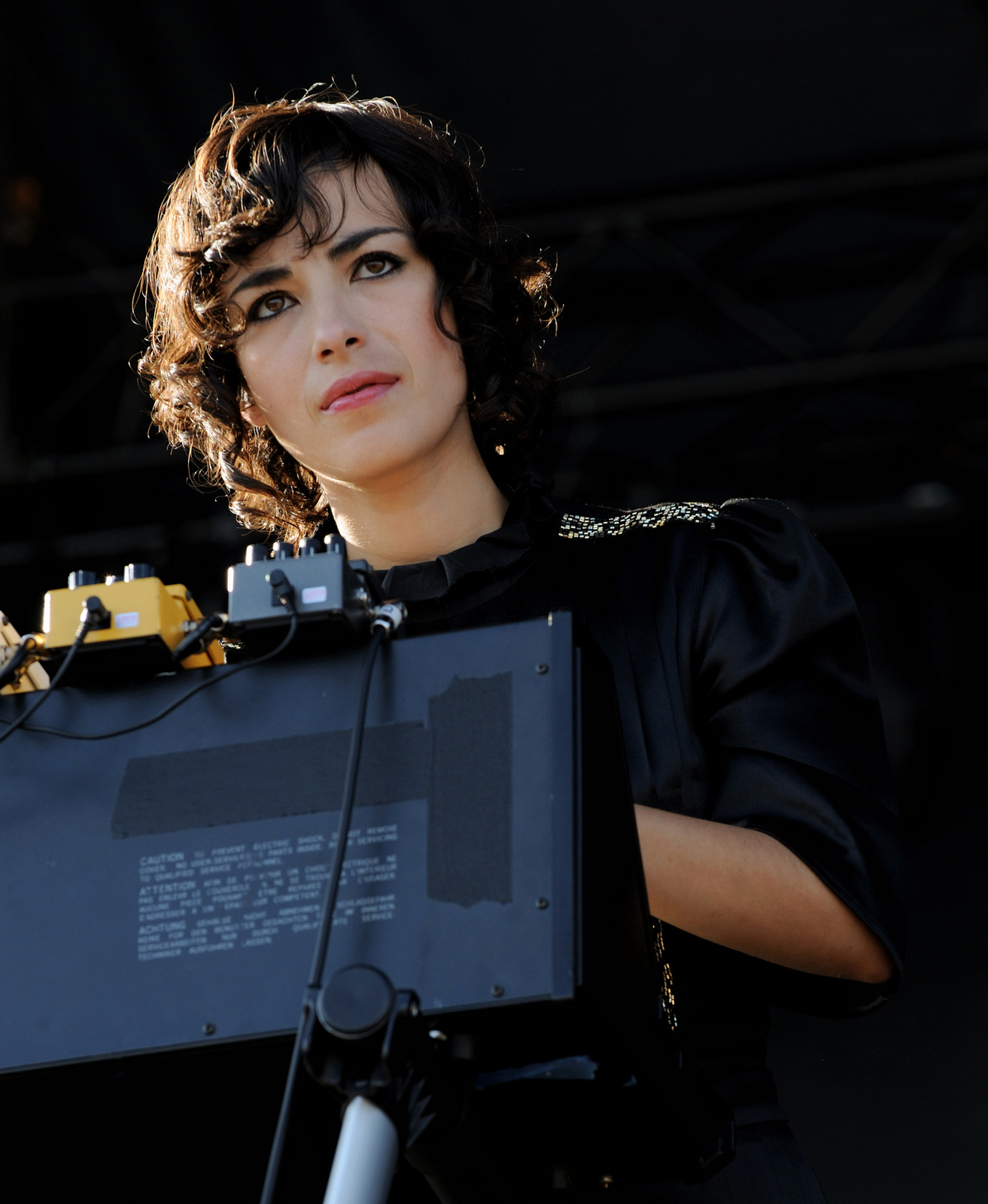
Mira Aroyo mit Ladytron 2008

- Sara Abdel-Hamid (Ikonika) * 1980, britische Produzentin, DJ, Garage, House, Dubstep, veröffentlicht auf dem Label Hyperdub
- Muhsinah Abdul-Karim (Muhsinah)
- Ada (auch Michaela Dippel), deutsche Minimal-House- und Pop-Musikerin
- Ryoko Akama, japanische Musikerin, in den 2000er Jahren bei der elektronischen Improvisationsband The Lappetites mit Antye Greie-Ripatti, Kaffe Matthews und Éliane Radigue
- Susan Alcorn, * 1953, US-amerikanische Komponistin und Gitarristin (Pedal-Steel-Gitarre)
- Nadia Ali, * 1980, pakistanisch-US-amerikanische Singer-Songwriterin
- Liz Allbee, * 1976, US-amerikanische Trompeterin in den Musikrichtungen Noise, Power Electronics und Neue Improvisationsmusik
- Dot Allison (Dorothy Elliot Allison), * 1969, schottische Singer/Songwriterin und elektronische Musikerin bei Massive Attack und One Dove
- Maryanne Amacher, * 1938, US-amerikanische Komponistin und Improvisatorin
- AMWE, (ausgesprochen „Amuui“), * 1984, japanische New-Wave und Electronica-Musikerin und Sängerin
- Beth Anderson, Minimal-Komponistin, die Samples zu Collagen arrangiert
- Laurie Anderson, * 1947, US-amerikanische Komponistin, Performance-Künstlerin, Musikerin, Violinistin und Entwicklerin elektronischer Instrumente
- Ruth Anderson, * 1928, elektronische Komponistin und Produzentin von Soundpoetry
- Karin Dreijer Andersson, * 1975, schwedische Sängerin von The Knife und Musikerin unter dem Namen Fever Ray
- ANNA (Ana Miranda), brasilianische DJ und Techno-Produzentin
- Leila Arab (Leila), * 1971, iranisch-britische Musikproduzentin im IDM- und Ambient-Bereich
- Mira Aroyo, * 1977, bulgarische Musikerin, Sängerin bei Ladytron und DJ
- Mathangi Arulpragasam (M. I. A.), * 1975, britische Sängerin und Musikproduzentin
- Tone Åse, * 1965, norwegische Klangkünstlerin, die mit elektronisch prozessierten Stimmaufnahmen arbeitet
- Estelle Asmodelle (Estelle Maria Croot), * 1964, australische Musikerin, Performerin, Wissenschaftlerin und Trans-Aktivistin
- Virginia Astley, * 1959, britische Singer-Songwriterin und experimentelle Musikerin
- Ana-Maria Avram, 1961–2017, rumänische elektroakustische Komponistin

### B

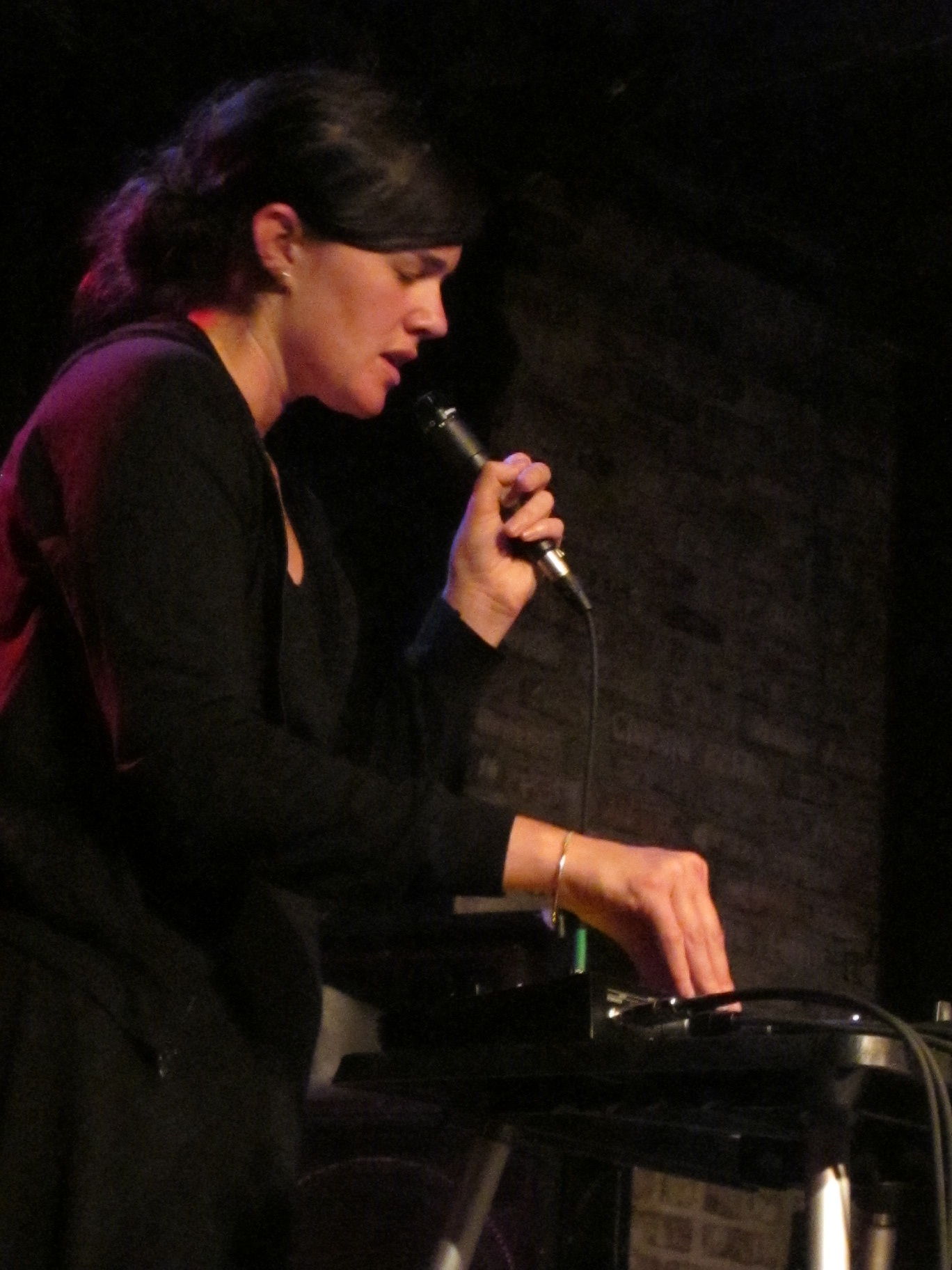
Julianna Barwick

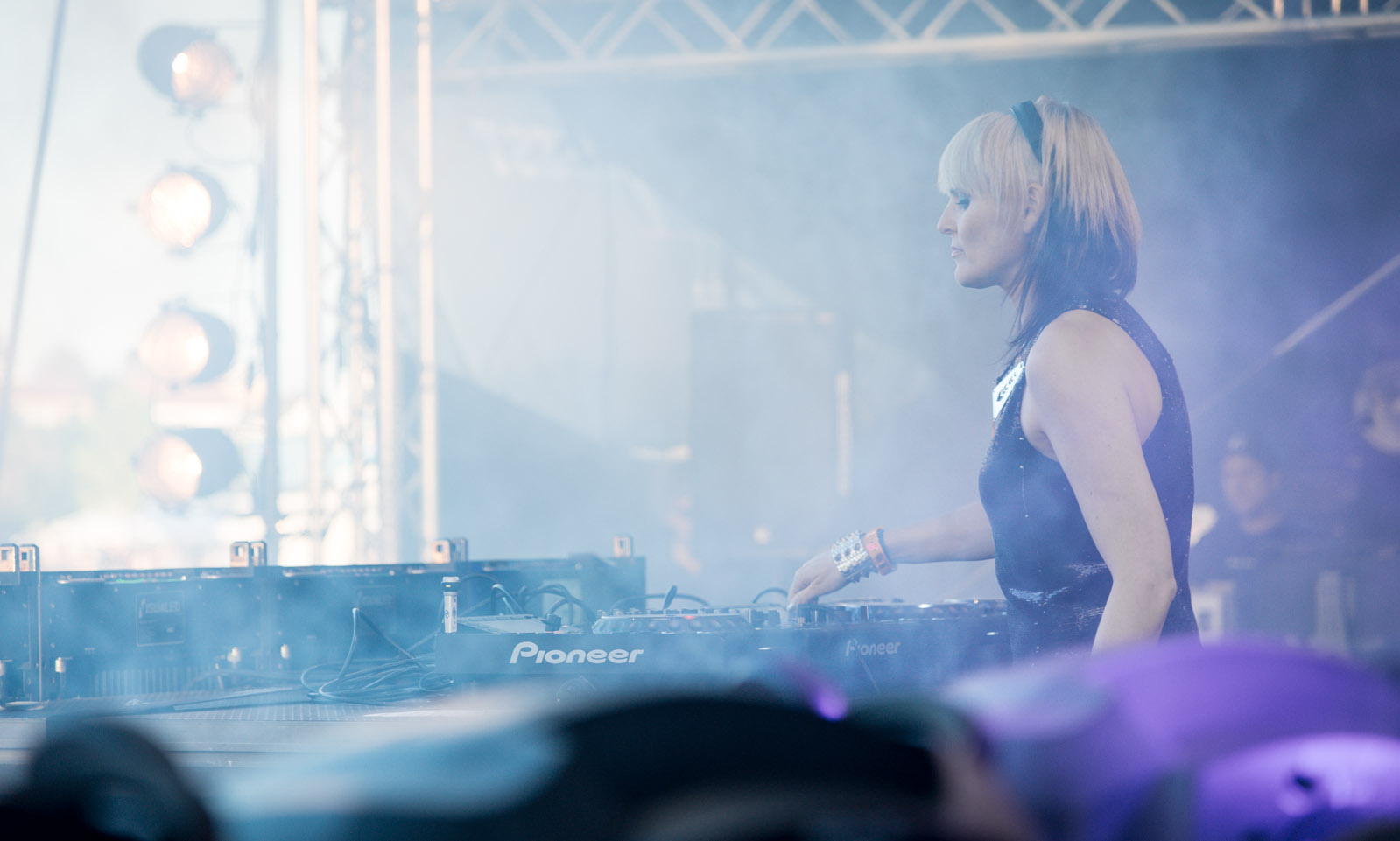
Ayalah Bentovim als Sister Bliss 2013

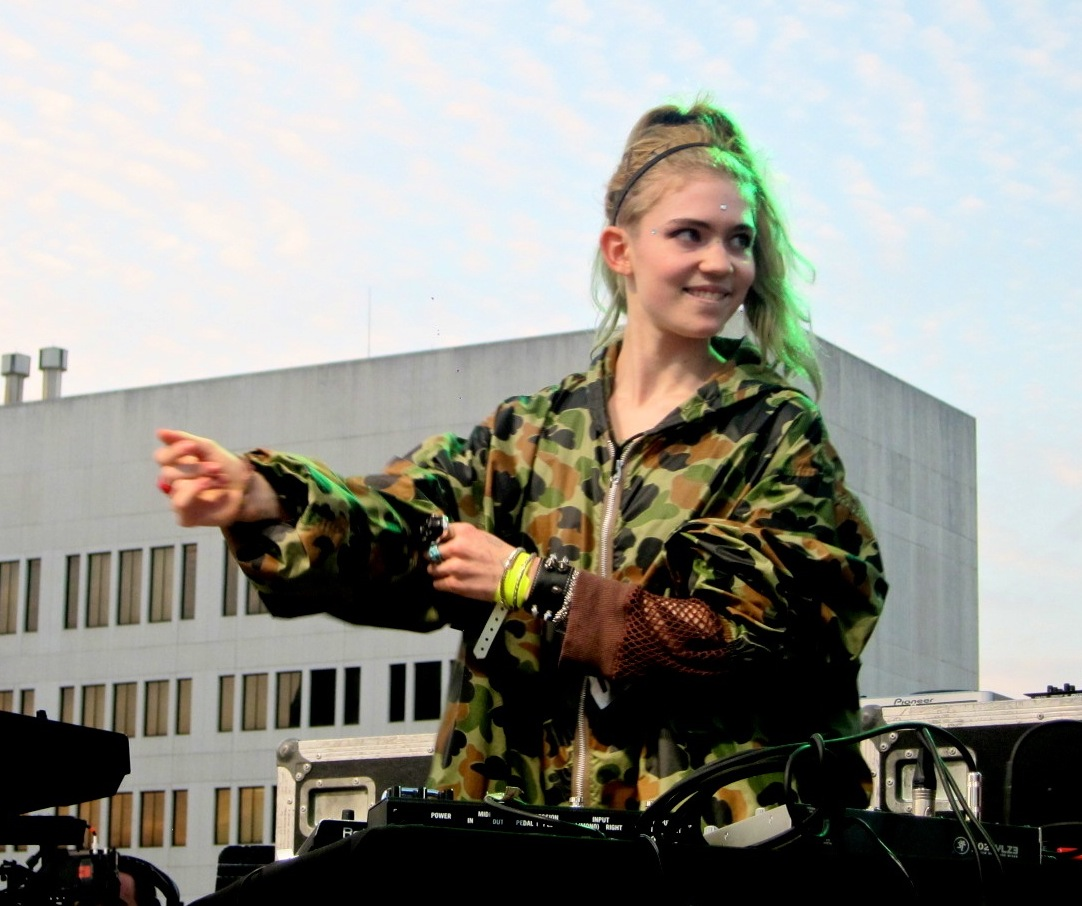
Grimes 2012

- Gry Bagøien (Gry), dänische Indie/Elektronica-Musikerin bzw. Band (1998–2002), zu der neben Gry Bagøien der deutsche Musiker FM Einheit (Ex-Mitglied der Einstürzenden Neubauten) gehörte, Elektronische Musik mit Elementen des Trip-Hop, Loops und Samples
- Tahliah Barnett (FKA twigs), * 1988 britische elektronische Musikerin, R&B-Sängerin und Tänzerin
- Danielle Baquet-Long (Pseudonym Chubby Wolf, 1982–2009), US-amerikanische Musikerin, Musiktherapeutin, Sängerin, Lyrikerin, Malerin und Mitglied der Band Celer
- Elaine Barkin, * 1932, US-amerikanische Komponistin und Autorin
- Natasha Barrett, * 1972, norwegische elektroakustische Komponistin, die mit Field Recordings arbeitet
- Bebe Barron (Charlotte May Wind), * 1925, US-amerikanische Filmkomponistin und Wegbereiterin der Elektronischen Musik, 1956 erste komplett elektronische Filmmusik
- Sarah Barthel, Sängerin und Keyboarderin der Band Phantogram
- Julianna Barwick, US-amerikanische Ambient-Folk-Musikerin, die geloopte Sprachsamples mit Klavier und perkussiven Instrumenten kombiniert
- Franziska Baumann, * 1965, Schweizer Musikerin der Improvisations- und komponierten Musik (Gesang, Flöte, Live-Elektronik) und Komponistin
- Eve Beglarian, * 1958, US-amerikanische Komponistin, Performance-Künstlerin und Audioproduzentin
- Shannon Behm (Storm Calysta), * 1993, US-amerikanische Indietronica-Singer-Songwriterin
- Xenia Beliayeva (auch Xenija Beljajewa), * 1980, russische Electro-Musikerin und DJ im Bereich Electro, Techno, Acid, Dark Wave und Pop
- Sydney Loren Bennett (Syd tha Kyd), * 1992, US-amerikanische Musikproduzentin von Odd Future und Sängerin
- Ayalah Bentovim, britische klassische Pianistin und als Sister Bliss Musikerin bei der Trip-Hop- und Dance-Band Faithless
- Natalia Beridse, (auch TBA, T.B., Tusha, Tusia, Tutta, TBA Empty oder Nate Fisher),* 1979, georgische elektronische Musikerin im Bereich Leftfield, IDM und Electronica, auch bei der Künstlergruppe Goslab
- Elizabeth Bernholz, britische Musikproduzentin, Sängerin und Musikerin unter dem Nemen Gazelle Twin
- Johanna Magdalena Beyer, 1888–1944, deutsch-amerikanische Komponistin und Pianistin, Pionierin der elektronischen Musik, produzierte/komponierte mit Music Of The Spheres das erste elektronische Musikstück überhaupt
- Eithne Ní Bhraonáin (Enya), * 1961, irische Sängerin, Musikerin und Songwriterin
- Sara Blackwood, * 1971, britische Klangkünstlerin, Sängerin bei der Indietronica-Band Dubstar und unter dem Namen Client B bei der Elektropop-Band Client
- Rebecca Blaul (beim Trio Pupkulies & Rebecca), Singer-Songwriterin im Bereich Electronica und House, seit 2006 zusammen mit Janosch Blaul und Sepp Singwald bei Pupkulies & Rebecca
- Ursula Bogner, * 1946, Privatmusikerin, die Kurse bei Herbert Eimert besuchte und ab Ende der 1960er Jahre eigene Stücke produzierte und auf Tonband aufnahme, Jan Jelinek veröffentlichte ihre Werke posthum in 2 Alben auf seinem Label Faitiche
- Bettina Bormann, Poetin und Musikerin bei der EBM-Band Oberer Totpunkt
- Claire Boucher (Grimes), * 1988, kanadische Sängerin und Musikproduzentin
- Michèle Bokanowski, * 1943, französische Komponistin der musique concrète, Filmkomponistin
- Kitty Brazelton, * 1951, US-amerikanische Sängerin, Flötistin, Komponistin in diversen musikalischen Feldern
- Fiona Brice, Komponistin, Songwriterin, Violinistin, schreibt Orchester-Arrangements für Popmusik, aktiv bei der Band Placebo
- Kathleen Brien (Katy B), * 1989, britische Singer-Songwriterin und Musikproduzentin in den Bereichen Hip-Hop, Dubstep, Drum and Bass, R&B, Funk, House und Garage, auch mit der Hip-Hop-Band The Illersapiens
- Leanne Brown (beim Duo Sweet Female Attitude, kurz Sweet FA), britisches 2-Step-Duo
- Phillipa Brown, * 1979, neuseeländische Singer-Songwriterin und Musikerin unter dem Namen Ladyhawke
- Barbara Buchholz, 1959–2012, deutsche Komponistin im Bereich der Neuen Musik, Theremin-Spielerin und Jazz-Bassistin
- Kate Bush, * 1958, britische Sängerin, Pianistin, Songwriterin und Musikproduzentin

### C

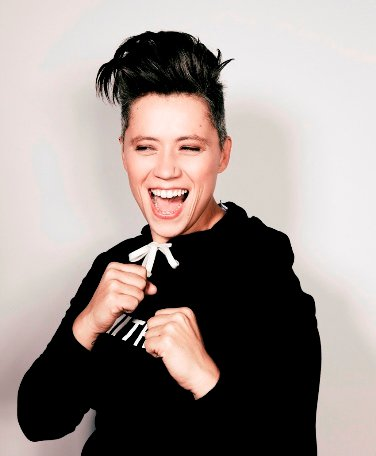
Jennifer Cardini auf der Share Conference in Belgrad (2011)

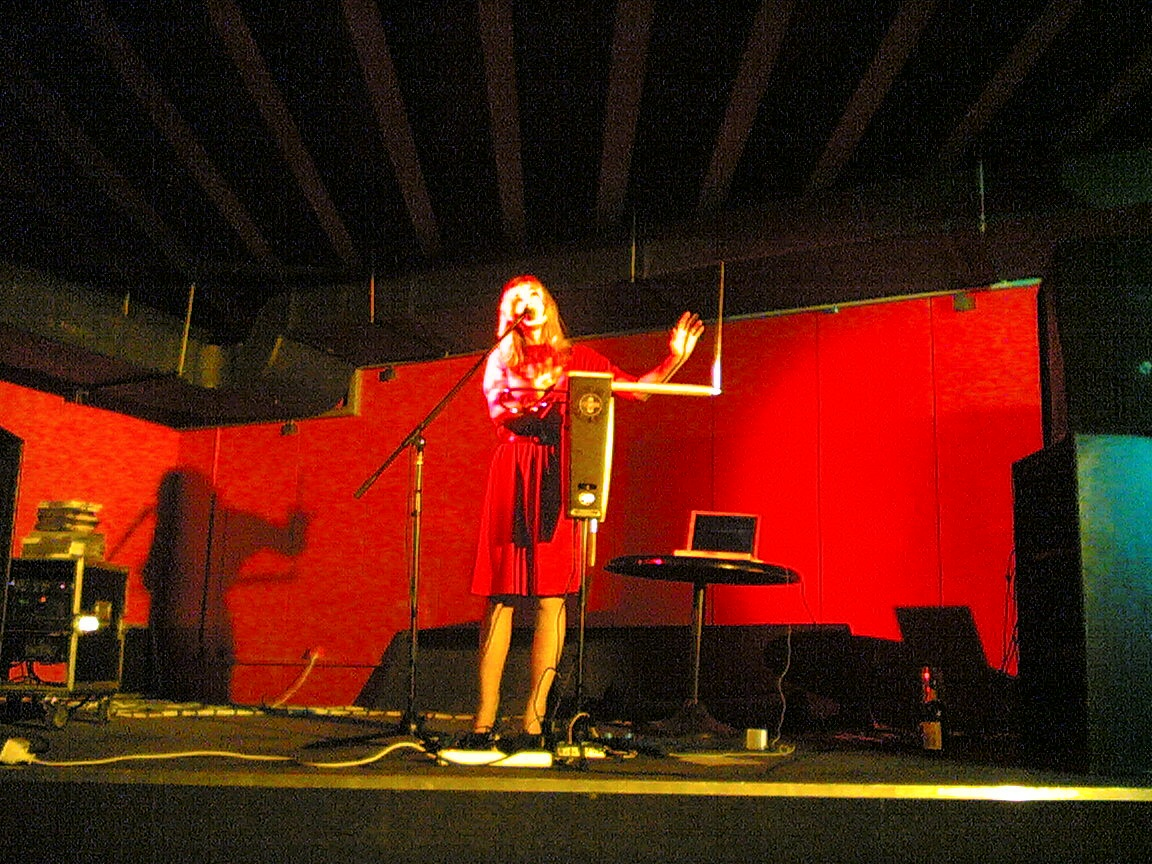
Dorit Chrysler spielt das Theremin (2006)

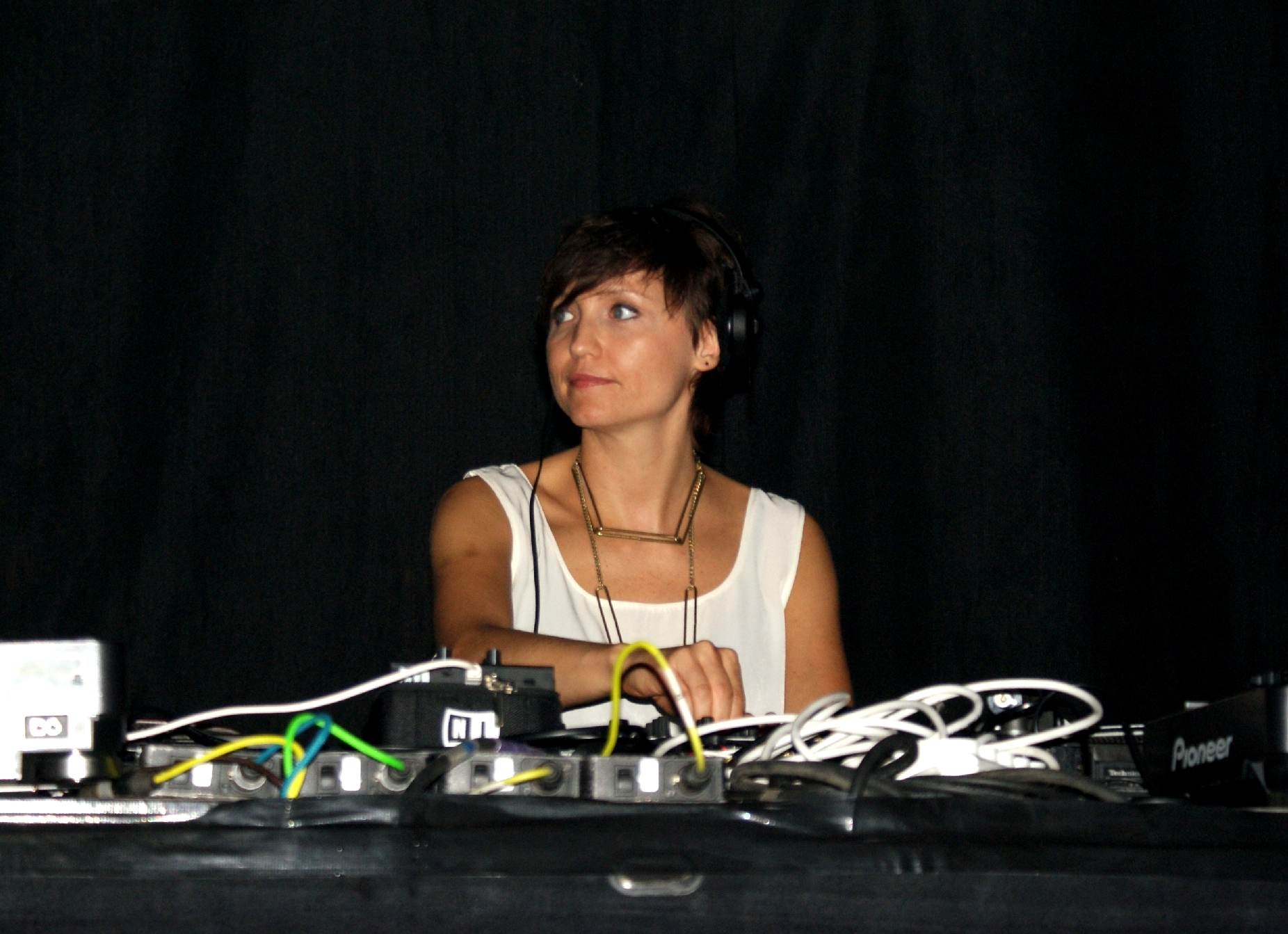
Magda auf dem Audioriver Festival (2010)

- Geneviève Calame, 1946–1993, Schweizer Pianistin, Komponistin und Musikpädagogin
- Allison Cameron, * 1963, kanadische Komponistin zeitgenössischer klassischer Musik, experimenteller Musik und improvisierter Musik
- Toby Campbell (Anomie Belle), US-amerikanische Musikerin, Sängerin, Musikproduzentin und Filmkomponistin
- Alexandra Cardenas, * 1976, kolumbianisch-mexikanische Musikerin, E-Gitarre und Echtzeit-Klangsynthese mit dem Programm SuperCollider
- Janet Cardiff, * 1957, kanadische Klangkünstlerin, die sich mit Sound-Installations und Audio-Walks beschäftigt
- Jennifer Cardini, * 1974, französische DJ und Musikerin in den Bereichen Minimal Techno, Electro und House
- Wendy Carlos, * 1939, US-amerikanische Komponistin und elektronische Musikerin, veröffentlichte 1968 das Album Switched-On Bach, eine Adaption von Werken Johann Sebastian Bachs auf dem damals neuen Moog-Synthesizer
- Robin Miriam Carlsson (Robyn), * 1979, schwedische Singer-Songwriterin und Musikproduzentin
- Catherine Cassidy (beim Duo Sweet Female Attitude, kurz Sweet FA), britisches 2-Step-Duo
- Michelle Chamuel, * 1986, US-amerikanische Musikerin, Sängerin, Musikproduzentin bei der Band Ella Riot und solo als The Reverb Junkie
- Maria Chavez, peruanische Klangkünstlerin, Improvisateurin, Kuratorin, die sich mit Sound Installations, Turntable-Performances und Visuals beschäftigt
- Sharon Cheslow, * 1961, Klangkünstlerin und Punkmusikerin bei der Band Chalk Circle
- Chicks on Speed, elektronische Frauenband und Künstlerinnenkollektiv bestehend aus Alex Murray-Leslie (Bowral, New South Wales, Australien), Melissa Logan (Upstate New York, USA), A.L. Steiner (Miami, Florida, USA), Kathi Glas (München, Deutschland), Anat Ben David (London, UK / Israel), Kroot Juurak (Estland)
- Mary Ellen Childs, * 1957, US-amerikanische Komponistin und Multimedia-Künstlerin, Gründerin des Ensembles Crash, Tänzerin, komponiert Musik auf der Grundlage von Tanzrhythmen
- Insook Choi, * 1962, südkoreanische Komponistin und Softwareentwicklerin des Programms Scoregraph
- Magdalena Chojnacka (Magda), * 1975, polnisch-deutsch-internationale Musikproduzentin und DJ im Bereich des Minimal Techno
- Dorit Chrysler (Dorit Kreisler), * 1966, österreichische Musikproduzentin, Sängerin, Thereminspielerin, Tontechnikerin und Multiinstrumentalistin
- Se-Lien Chuang, * 1965, taiwanesisch-österreichische Komponistin zeitgenössischer und elektroakustischer Musik und Pianistin, Improvisatorin
- Suzanne Ciani, * 1946, italienisch-US-amerikanische Komponistin, Pianistin und Pionierin der elektronischen Musik
- Anne Clark, * 1960, britische Songwriterin, Sängerin, Poetin, Pianistin und elektronische Musikerin im Post-Punk- und New-Wave-Bereich
- Annie Clark, * 1982, als St. Vincent US-amerikanische Multi-Instrumentalistin, Sängerin und Songwriterin
- Sonia Clarke (Sonique), * 1968, britische Sängerin und Musikerin
- Jay Clayton, * 1941, US-amerikanische Vokalistin zwischen Jazz und Neuer Musik
- Christine Clements (Vaccine), US-amerikanische Musikproduzentin und Sängern im Bereich des Dubstep
- Alice Cohen (auch Alice Desoto), US-amerikanische Singer-Songwriterin und bildende Künstlerin
- Beth Coleman, US-amerikanische elektronische Komponistin im Bereich Illbient, Wissenschaftlerin im Bereich der Kommunikationswissenschaft (Neuen Medien), Mitgründerin von SoundLab, einer Turntablism-Kunst-Gruppe, die ortsspezifische Sound-Performances macht
- Maya Jane Coles, britisch-japanische Musikproduzentin, Komponistin, Toningenieurin und DJ im Bereich des House, als Nocturnal Sunshine im Bereich des Dubstep und zusammen mit Lena Cullen unter dem Bandnamen She Is Danger im Bereich des Dub
- Nik Colk Void, Mitglied der Band Factory Floor, die elektronischen Post-Industrial, Minimal Techno, Tech House produziert
- Nicolas Collins, US-amerikanischer Komponist, Klangkünstler und Improvisationsmusiker, der bereits um 1980 eigenwillige Elektronik in Live-Konzerten verwendete
- Juliette Commagere, US-amerikanische Singer-Songwriterin und Keytar-Spielerin bei der Band Hello Stranger
- Jane Conneely (DJ Storm), Pionierin des Drum and Bass, Mitgründerin und Labelbetreiberin von Metalheadz, Zusammenarbeit mit Kemistry, Mitglied von Feline, einem weiblichen DJ- und MC-Kollektiv
- Inga Copeland, zusammen mit Dean Blunt Band Hype Williams, britische Band der elektronischen Musik, dabei bewusste Billig-Ästhetik, stilistisch im Bereich der Musikgenre Low Fidelity, Abstract Music, Leftfield und Experimental
- Nina Cording (Yendri), * 1977, deutsche Musikerin, Musikproduzentin im Techno-/House-Bereich mit Anleihen bei 1980er-Jahre-Synthiepop, Electrofunk-, House- und Electronica, außerdem Malerin, Fotografin
- Cindy Cox, * 1961, US-amerikanische Komponistin und Musikerin, Professorin an der University of California, Berkeley
- Romy Madley Croft, Sängerin und Gitarristin der Indie-Band The xx

### D

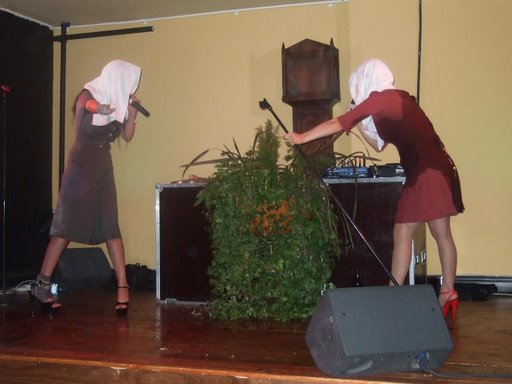
Cobra Killer, Annika Line Trost (links) and Gina V. D'Orio (rechts)

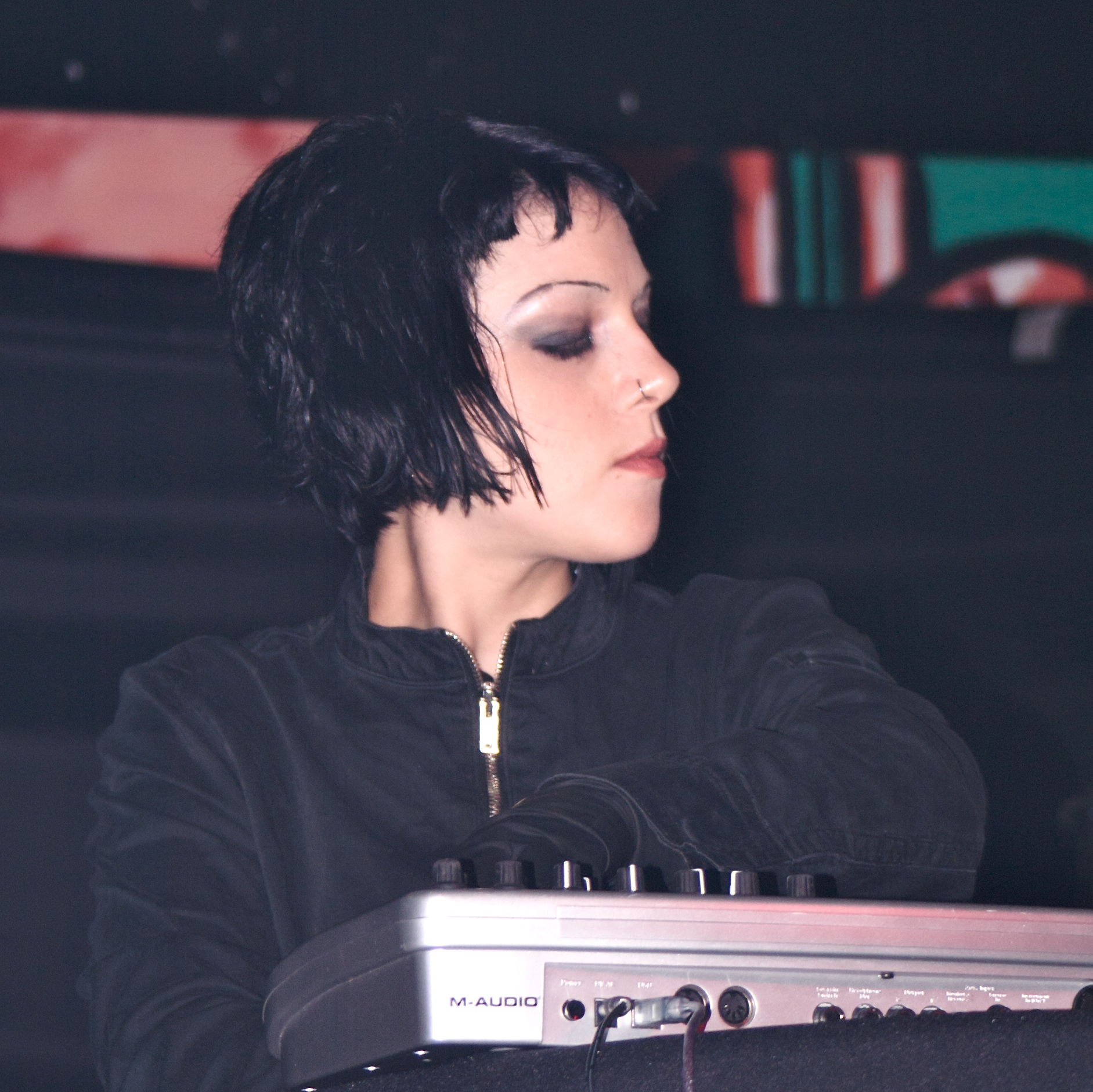
Erica Dunham/Unter Null

- Patricia A. Daniels (auch Adeva), * 1960, US-amerikanische House- und R&B-Sängerin, sehr geschätzte Person in der New York Garage- und UK Garage/House-Szene, die A-cappella-Version ihrer Single In and Out of My Life(1988) u. a. ihrer Songs wurden in der House-Szene oft gesampelt
- Nika Roza Danilova, als Zola Jesus US-amerikanische Singer-Songwriter und Musikproduzentin
- Camille Davila, Songwriterin, Musikerin und Musikproduzentin
- Valerie Day (beim Dou Nu Shooz), Sängerin und Musikerin im Bereich Synthiepop, zusammen mit John Smith Duo Nu Shooz Mitte der 1980er Jahre, bekannter Song I Can't Wait
- Deborah De Luca, * 1980, italienische DJ und Techno-Produzentin
- Charlotte de Witte, * 1992, belgische Techno-DJ und Musikproduzentin.
- Delia Derbyshire, 1937–2001, britische Musikerin und Komponistin elektronischer Musik und musique concrète
- Emma Lou Diemer, 1927–2024, US-amerikanische Komponistin und Keyboarderin
- Monika Dietl, (West-)Berliner Radiomacherin Ende der 80er und Anfang der 90er Jahre (Sendung SFBeat bei SFB 2), Multiplikatorin und Förderin der Berliner Technoszene in ihren Anfängen
- Shikhee D’iordna, produziert unter dem Namen Android Lust Elektropop und Industrial mit klassischen Elementen
- Cio D’Or, * 1958, deutsche Musikproduzentin und DJ im Bereich Minimal Techno, Dub-Techno und Ambient
- Gina V. D’Orio (Gina Vaporjieff-D’Orio), *1976, deutsche Musikerin und Musikproduzentin, bei den Bands Lemonbabies, Throw That Beat in The Garbagecan!, EC8OR und Cobra Killer
- Melanie Di Tria, * 1971, deutsch-italienische DJ, Musikerin und Agenturinhaberin im Bereich Techno, Trance, Acid und Hardstyle
- Kui Dong, * 1966, chinesisch-amerikanische Komponistin, Musikerin, Musikpädagogin und Professorin am Dartmouth College in Hanover, USA, überführt traditionelle chinesische musikalische Formen in zeitgenössische Kontexte
- Suzanne Doucet, * 1944, deutsch-amerikanische Komponistin, Produzentin und Labelbetreiberin im Bereich der New-Age-Musik
- Candida Doyle, * 1963, nordirisch-britische Musikerin (Farfisa Compact Professional, Roland XP-10-Synthesizer, Akai-S3000-Sample), seit 1984 Mitglied der Band Pulp
- Dana van Dreven (auch Dana, Lady Dana und DJ Dana), * 1974, niederländische Hardstyle- und Hardcore-Techno-DJ, Remixerin und Labelinhaberin
- Marine Drouan (Kritzkom), Techno- und elektronische Tanzmusik-DJ, * 1983, französische Musikerin und Musikproduzentin, bei den Bands Miko, Anna Otto
- Anne Dudley (Anne Jennifer Beckingham), * 1956, britische Komponistin und Musikerin (Synthesizer und Sampling), Bandmitglied von The Art of Noise
- Erica Dunham (Unter Null), * 1981, US-amerikanische Noisemusikerin, Pianistin, Cellistin und Gitarristin

### E

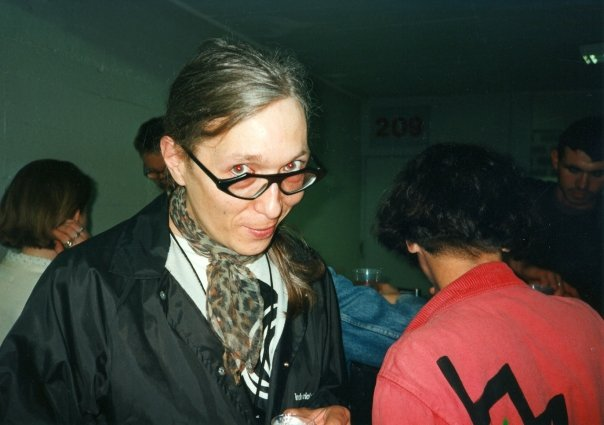
Liza ’N’ Eliaz

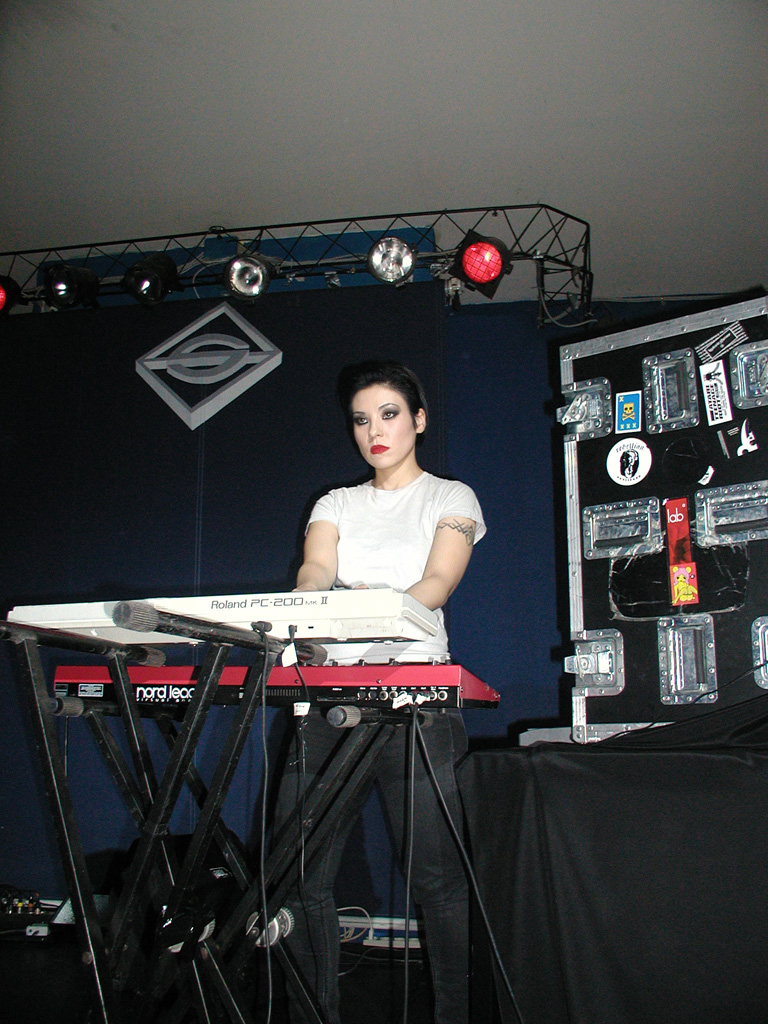
Nic Endo bei Atari Teenage Riot

- Skye Edwards, Leadsängerin der Trip-Hop-Band Morcheeba.
- Hanin Elias, * 1972, deutsche Musikerin und ehemalige Labelbetreiberin, Mitbegründerin von Atari Teenage Riot, Wegbereiterin des Breakcore, Musikerin bei der Industrial-Band Pigface (neben Steve Albini, Jello Biafra, Danny Carey, Flea und Trent Reznor)
- Liza ’N’ Eliaz, 1958–2001, belgische DJ, Musikproduzentin und Labelinhaberin in den Bereichen Hardcore Techno und Gabber
- Missy Elliott (Melissa Arnette Elliott), * 1971, US-amerikanische Rapperin, Sängerin und Musikproduzentin
- Kate Elsworth, australisch-britische Songwriter, Sängerin, DJ und Musikproduzentin im Bereich der Electronic Dance Music
- Nic Endo, * 1976, japanisch-deutsch-amerikanische Noise- und Breakcore-Musikerin bei Atari Teenage Riot
- Lindsay van der Eng (DJ Korsakoff), * 1983, niederländische Hardcore-Techno-DJ und Musikproduzentin
- Liz Enthusiasm (Justinne “Jussi” Gamache), US-amerikanische Sängerin der Indie-Synthiepop-Band Freezepop
- Mary Epworth, britische Singer-Songwriterin im Bereich des Electronic Folk
- Kristin Erickson (Kevin Blechdom), *1978, US-amerikanische Musikerin und Performancekünstlerin
- Pozzi Escot, * 1933, peruanisch-US-amerikanische Komponistin, Autorin und Herausgeberin, Mitglied des New England Conservatory in Boston, USA, verfasste u. a. Sonic Design: The Nature of Sound and Music und gab die akademische Zeitschrift Sonus: Journal of Investigation Into Global Musical Possibilities heraus
- Laura Escudé, US-amerikanische Musikproduzentin, Komponistin, Violinistin, Musikpädagogin (Ableton Certified Trainer) und Inhaberin der Musiktechnologie-Firma Electronic Creatives
- Carolina Eyck, * 1987, Theremin-Musikerin, Komponistin und Autorin

### F

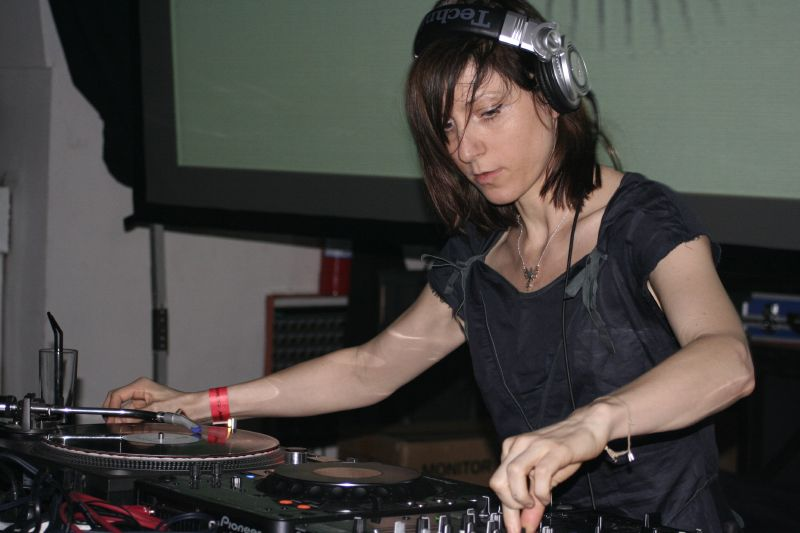
Ellen Allien (2006)

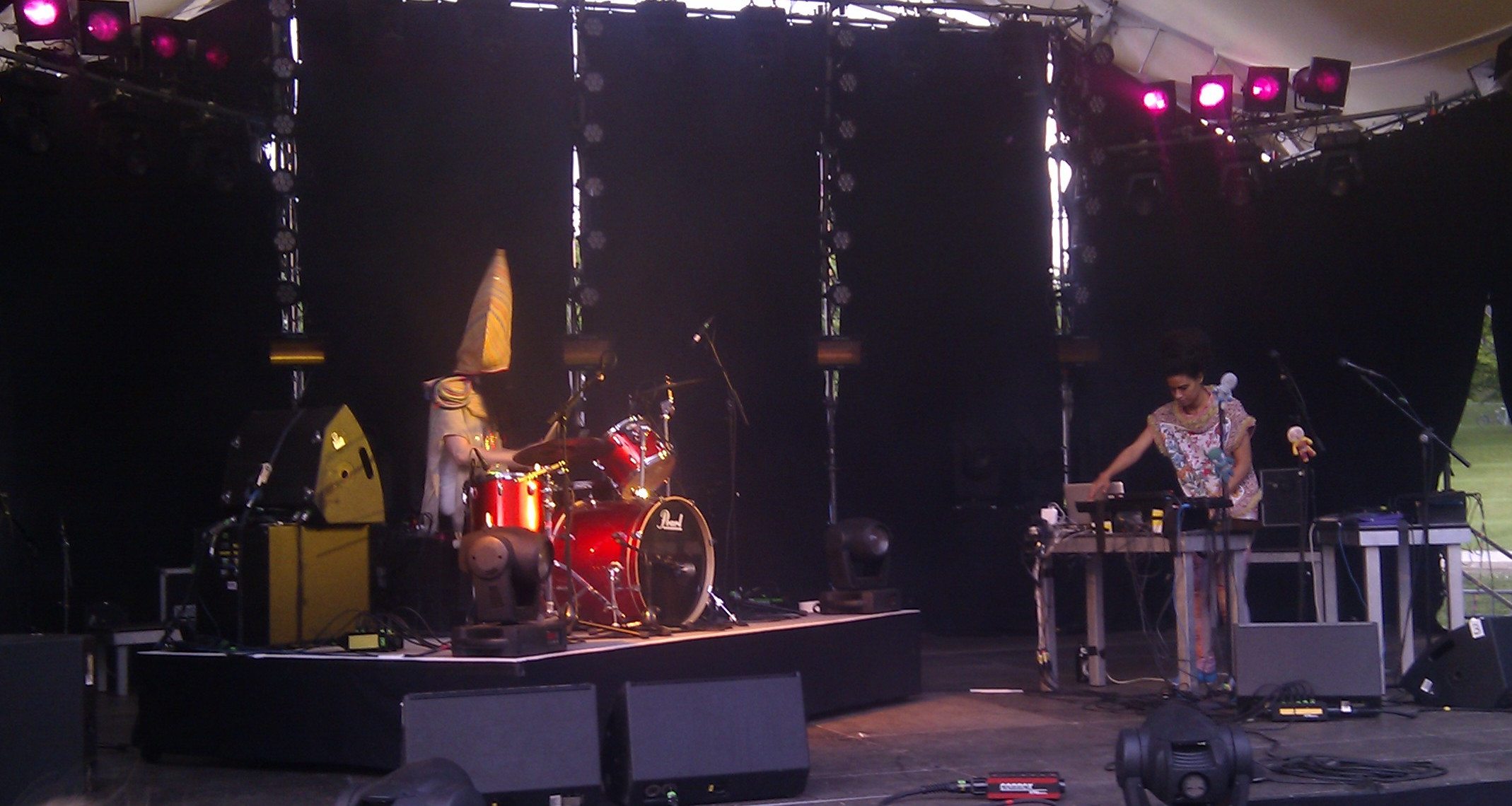
Oy (Joy Frempong rechts) 2013

- Nanna Øland Fabricius, * 1985, dänische Musikerin, Sängerin und Visual Artist unter dem Namen Oh Land im Bereich des Elektropop
- Johanna Fateman, * 1974, Musikerin, Musikproduzentin und Songwriterin, Bandmitglied der elektronischen Bands Le Tigre und MEN
- Maddalena Fagandini, 1929–2012, britische elektronische Musikerin (musique concrète) und Sounddesignerin im Fernsehbereich (beim BBC Radiophonic Workshop)
- Beatriz Ferreyra, * 1937, argentinische Komponistin der musique concrète
- Flava D, Musikproduzentin im Bereich des Grime, veröffentlicht auf dem Label Butterz
- Lauren Flax, DJ, Musikproduzentin und Mitglied der Band The Committee to Re-elect the President (Band) (CREEP)
- Ellen Fraatz (Ellen Allien), * 1969, deutsche Techno- und Electro-DJ, Musikerin, Musikproduzentin, Veranstalterin und Labelinhaberin von BPitch Control
- Aluna Francis, Mitglied des Duos AlunaGeorge, das musikalisch im Bereich R’n’B- und 2-Step tätig ist
- Joy Frempong, * 1978, schweizerisch-ghanaische Jazz-Sängerin, Vokalkünstlerin und Elektronik-Musikerin, u. a. bei ihrer Band Oy, die ihren elektronisch-futuristischen Stil mit afrikanischen Klängen kombiniert
- Ellen Fullman, * 1957, US-amerikanische Komponistin, Instrumentenbauerin und Performancekünstlerin

### G

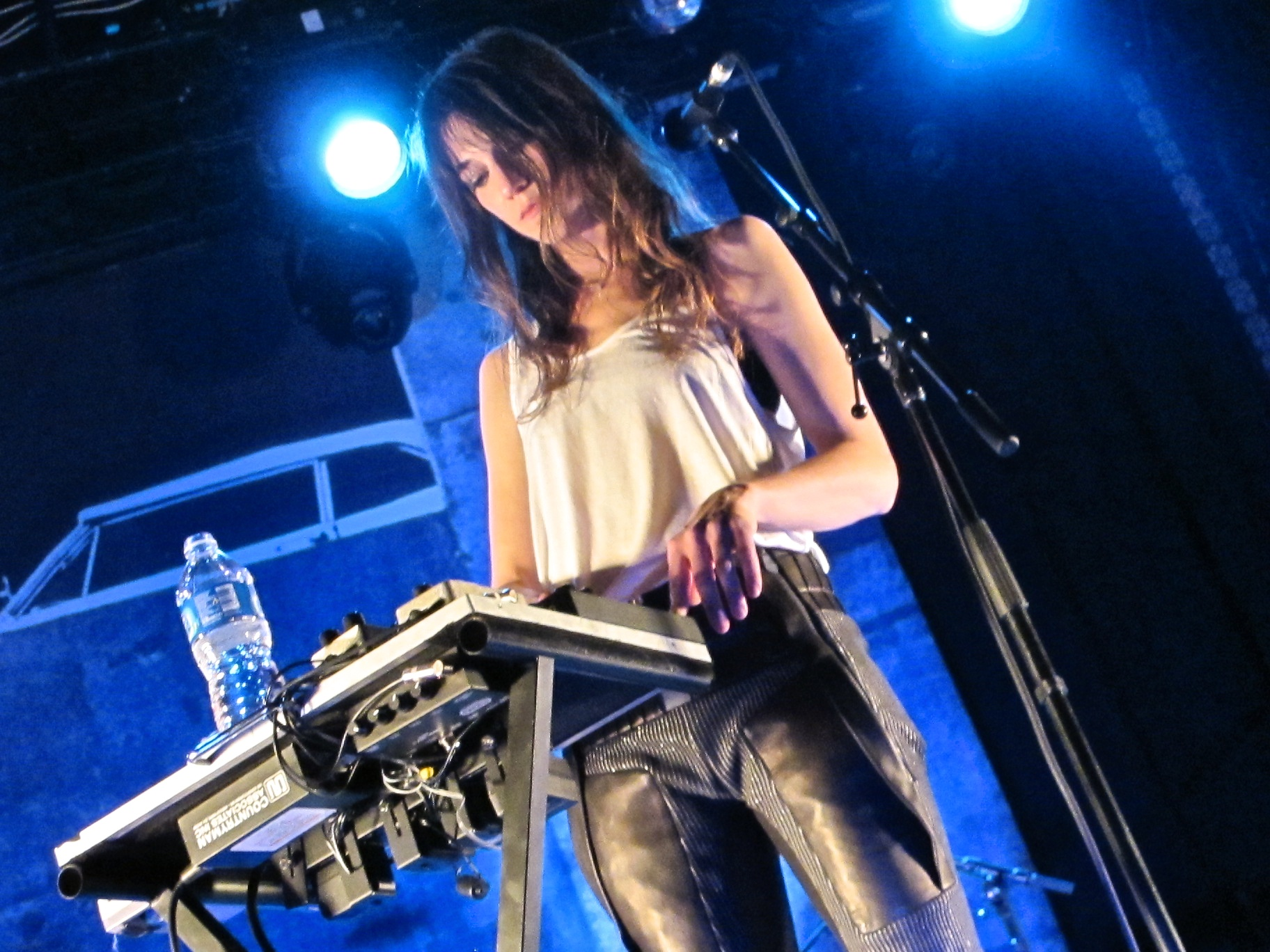
Charlotte Gainsbourg 2010

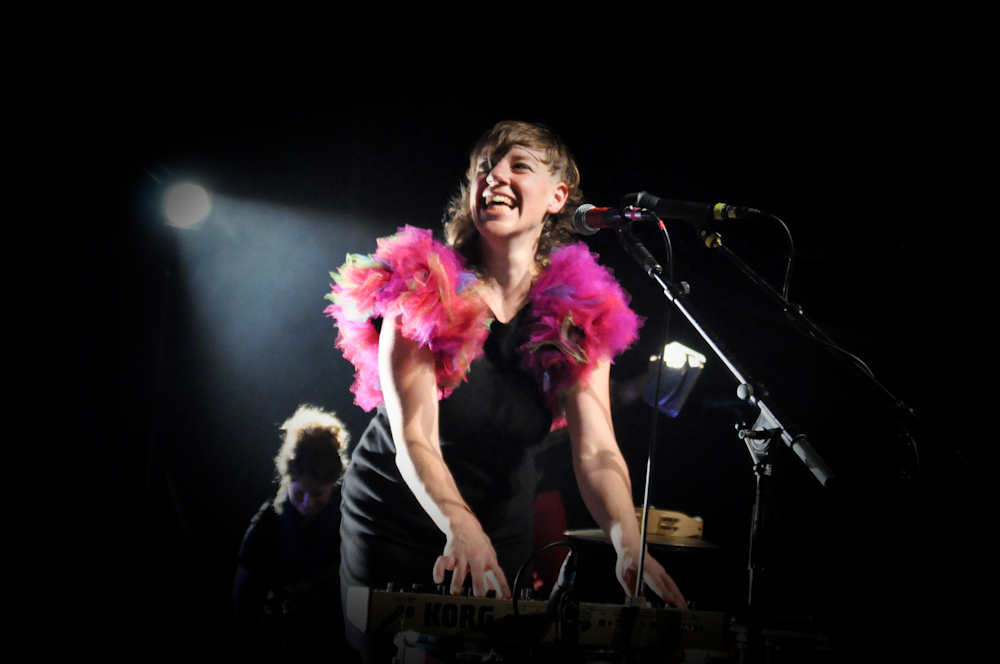
Merrill Garbus als Tune-Yards

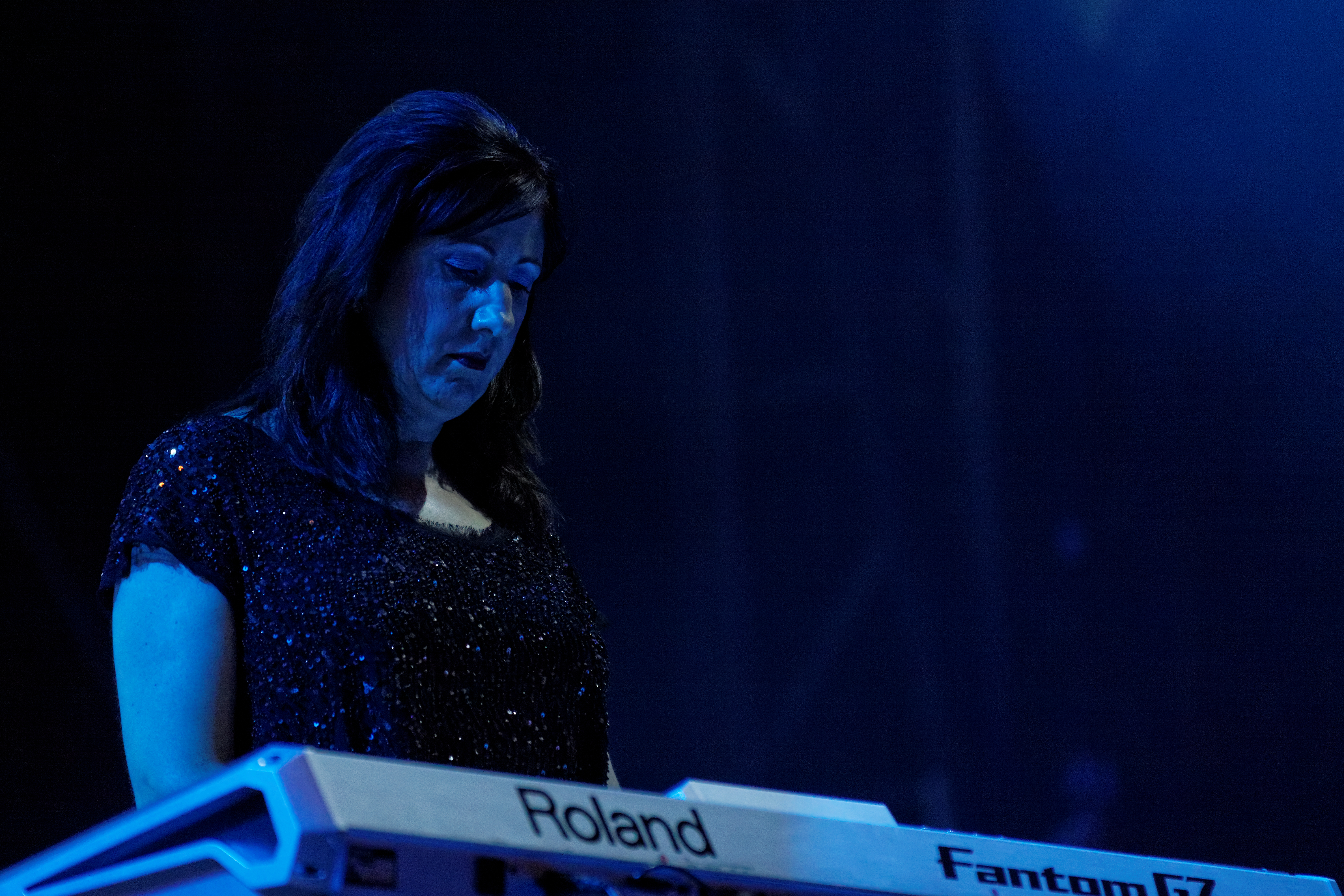
Gillian Gilbert mit New Order 2012

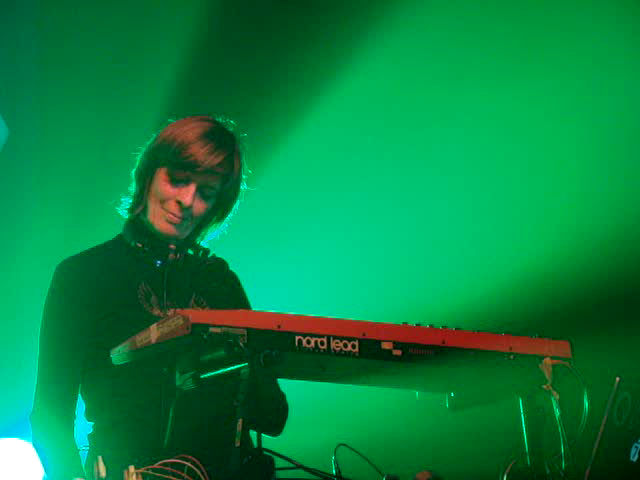
Miquette Giraudy

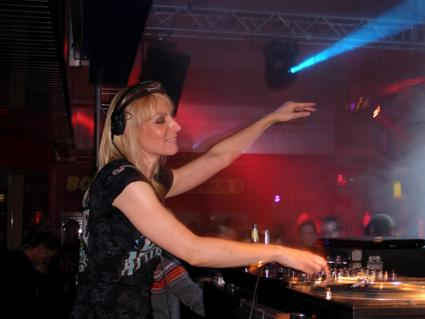
Marusha

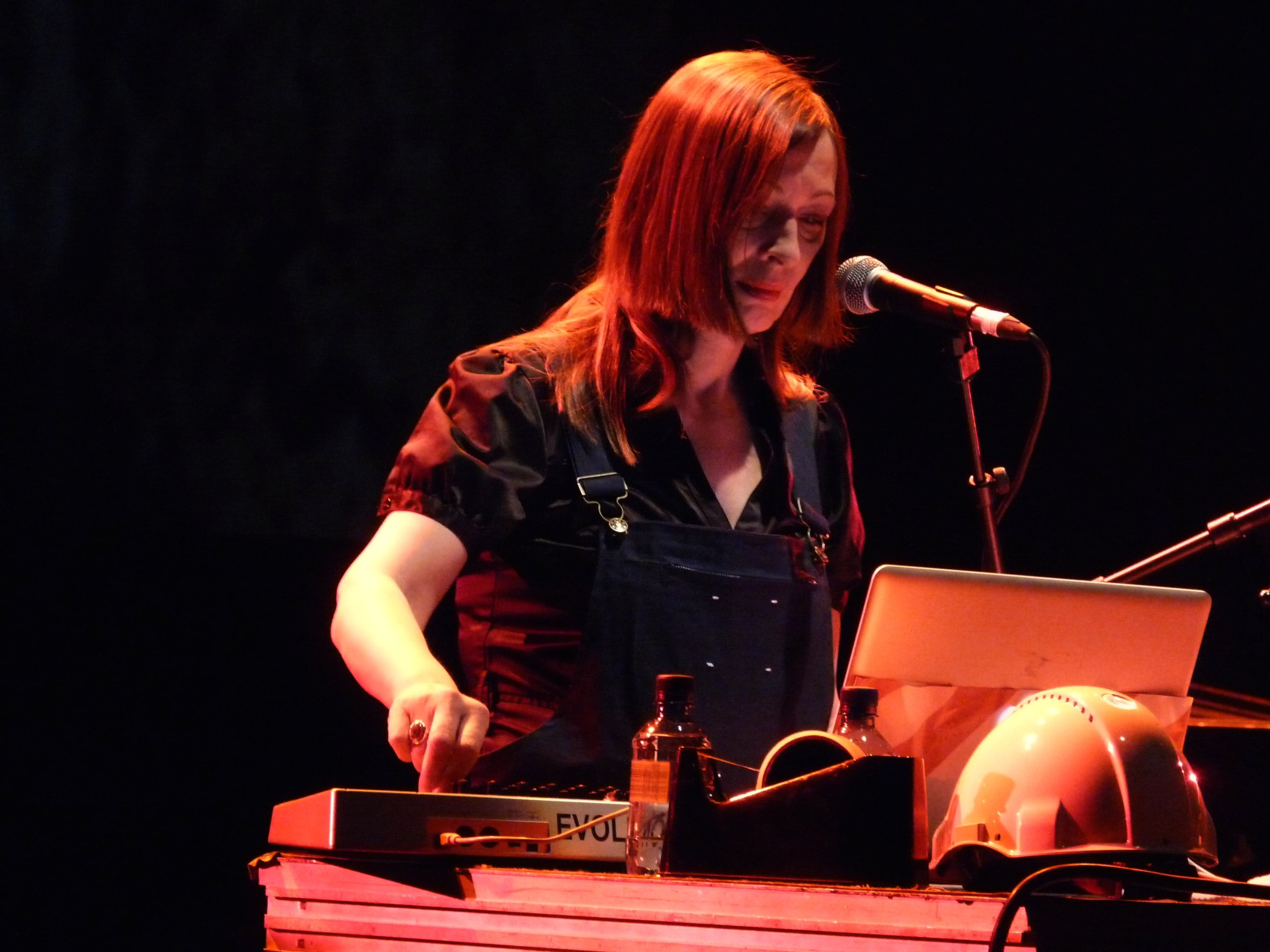
Gudrun Gut 2010

- Charlotte Gainsbourg, * 1971 französische Schauspielerin, Sängerin und Musikerin
- Diamanda Galas, * 1955, griechisch-amerikanische Avantgarde-Performancekünstlerin, Sängerin und Komponistin
- Anja Garbarek, * 1970, polnisch-norwegische Singer-Songwriterin und Filmmusikkomponistin (u. a. Soundtrack für den Film Angel-A von Luc Besson)
- Merrill Garbus, Musikerin beim Tune-Yards, Life-Looping mit Percussion, Ukulele und Gesang
- Iris Garrelfs, * 1969, deutsch-britische Komponistin und Performerin im Noise-Bereiknüpfung von Stimme und Maschinengeräuschen, Kuratorin der SPRAWL-Serie
- Beth Gibbons, * 1965, britische Sängerin der Trip-Hop-Gruppe Portishead und Filmmusikkomponistin
- Gillian Gilbert, * 1961, britische Musikerin (Keyboard) und Mitglied der Band New Order
- Miquette Giraudy, * 1953, französische Musikerin (Keyboard), seit 1974 bei der Spacerockband Gong und seit 1990 Mitglied der Ambient-Electronica-Band The Orb
- Marusha Aphrodite Gleiß (Marusha, ursprünglich Marion Gleiß), * 1966, deutsch-griechische DJ, Musikproduzentin, Schauspielerin, Labelinhaberin, als Radiomacherin bei DT64 stilbildend für die deutsche Techno-Szene, mit Dancehall eine der ersten Techno-Musik-Sendungen im deutschen Radio, nach Abschaltung von DT64 Sendung Rave Satellite (1992–2007) auf Rockradio B und Radio Fritz, als Produzentin und Sängerin bekannt durch Somewhere over the Rainbow (1994)
- Alison Goldfrapp (Alison Elizabeth Margaret Goldfrapp), * 1966, britische Sängerin, Songwriterin, Musikproduzentin beim Electronica-Duo Goldfrapp
- Delia Gonzalez, Musikerin (analoge Synthesizer) und bildende Künstlerin, die zusammen mit Gavin Russom die Bands Fight Evil With Evil, Black Leotard Front, DFA Records bildete
- Karen Gordon (Dajaé), US-amerikanische R&B- und House-Sängerin, Singer-Songwriterin und Musikproduzentin
- Annie Gosfield, * 1960, US-amerikanische Improvisationsmusikerin und Komponistin im Bereich der Neuen Musik
- Peggy Gou (Min-ji Kim), * 1991, südkoreanische Musikproduzentin und DJ
- Laura Grabb (auch L. Grabb, Loura Grabb, Machine Bitch oder Venechor), Gabber- und Hardtek-Produzentin
- Cary Grace, US-amerikanische Musikerin (analoge Synthesizer und Gitarre), Singer-Songwriterin und Musikproduzentin im Psychedelic- und Spacerock-Bereich
- Antye Greie-Ripatti (auch AGF, Antye Greie, Antye Greie-Fuchs), * 1969, deutsche Sängerin, Musikerin, Musikproduzentin, Lyrikerin und konzeptuelle Künstlerin
- Simina Grigoriu (Ana Simina Kalkbrenner) * 1981, rumänisch-kanadische DJ und Techno-Produzentin
- Beverly Grigsby, * 1928, US-amerikanische Komponistin, Musiktheoretikerin und Pionierin der elektronischen Musik
- Cornelia Grolimund, * 1967, Schweizer Sängerin und Schauspielerin, bekannt geworden mit einer Eurodance-Version von France Galls Poupée de cire, poupée de son
- Isa GT, kolumbianische Sängerin, DJ, Musikproduzentin, Labelinhaberin und Radiomacherin im Bereich des Cumbia, House, Baile Funk und Kuduro
- Björk Guðmundsdóttir (Björk), * 1965, isländische Sängerin, Musikproduzentin, Komponistin, Songwriterin und Schauspielerin
- Hildur Guðnadóttir (Hildur Ingveldardóttir Guðnadóttir), * 1982, isländische Cellistin und Komponistin im Bereich Drone und Noise, die mit Múm, Hauschka, Pan Sonic und Schneider TM kollaborierte, Mitbetreiberin des Labels und Künstlerkollektivs Kitchen Motors
- Shilpa Gupta, * 1976, indische Klangkünstlerin und Visual Artist
- Gudrun Gut, * 1957, deutsche Musikerin, DJ, Moderatorin, Produzentin und Labelinhaberin des Labels Monika Enterprise

### H

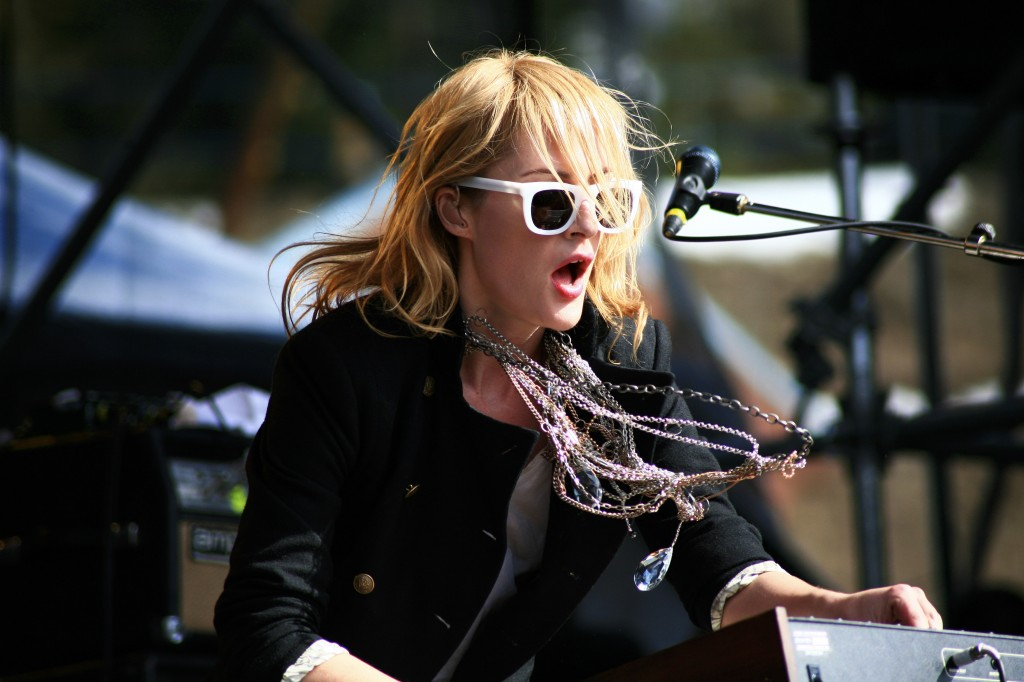
Emily Haines

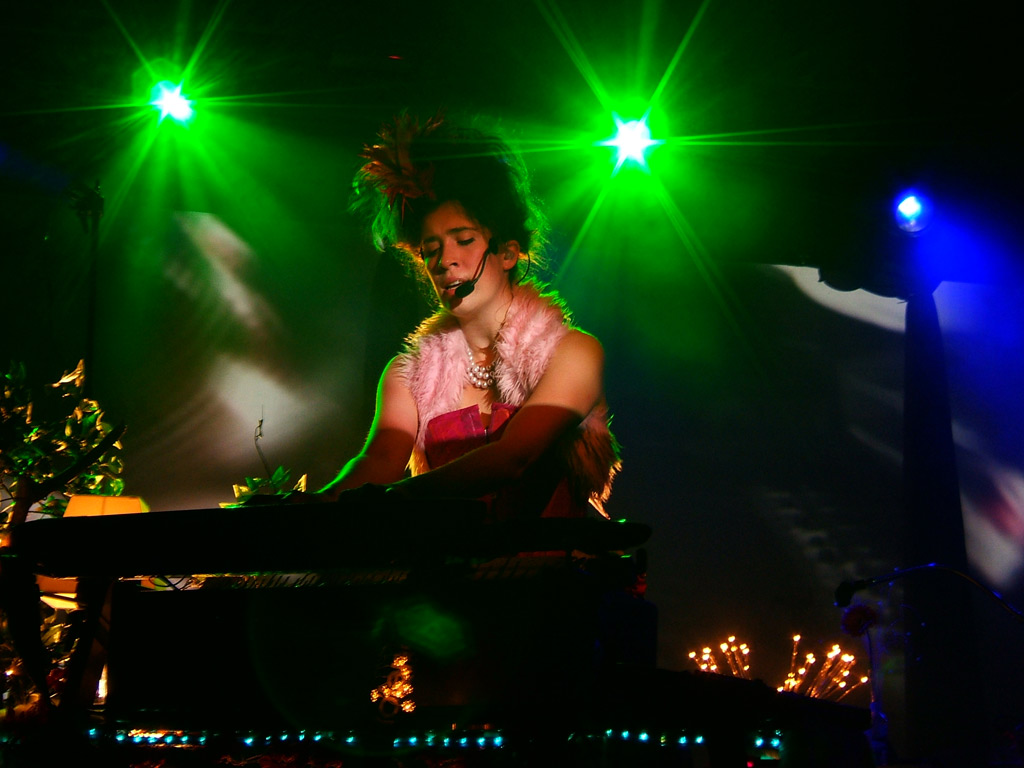
Imogen Heap 2006

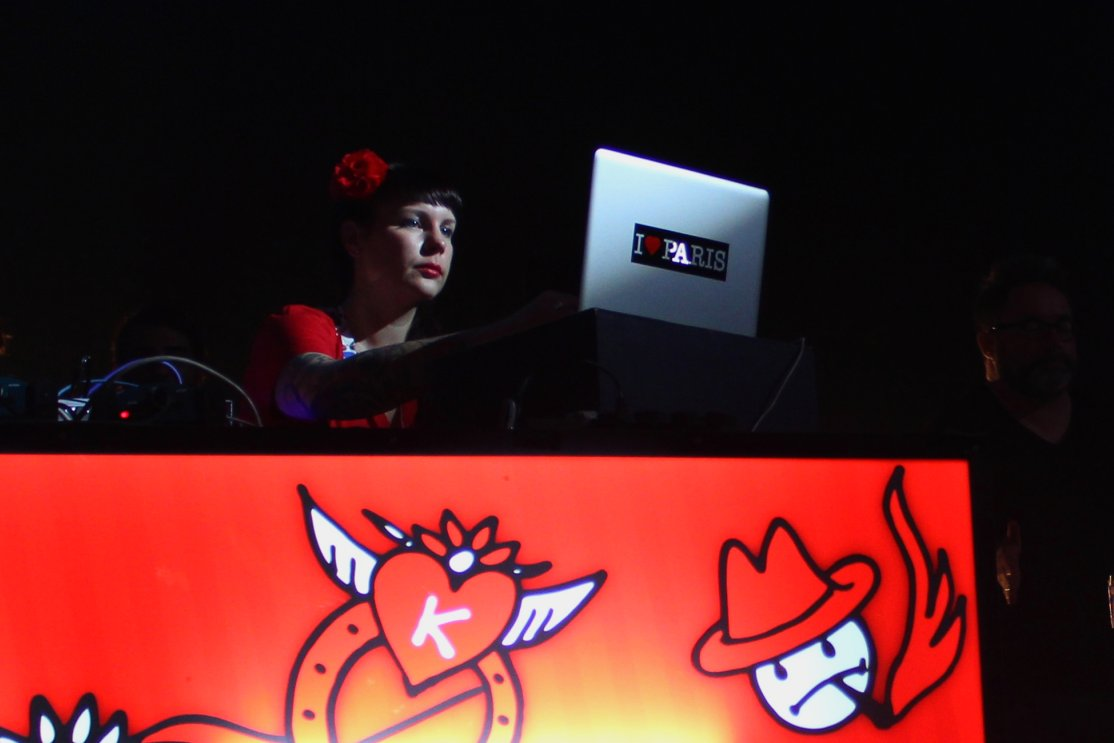
Miss Kittin 2010 Bataclan Paris

- Katja Hah (Duo Die Perlen), Musikerin, Songwriterin, Musikproduzentin zusammen mit Ferdinand Ess im Bereich Elektropop, Punk, Chiptune, Neuer Deutscher Welle
- Emily Haines, kanadische Musikerin und Sängerin der Indie-Pop-Band Metric, beteiligt an Musikerkollektiv Broken Social Scene
- Barbara Hallama (Barbnerdy), * 1965, deutsche DJ im Bereich Garage, Initiatorin von „Support Your Local Ghetto“
- Laurel Halo, US-amerikanische elektronische Musikerin und Musikproduzentin im Bereich des Post-Dubstep, veröffentlicht auf dem Label Hyperdub
- Ayumi Hamasaki, * 1978 japanische Sängerin und Komponistin im J-Pop-Genre
- Kelli Maria Hand (alias K. Hand, By Kely, Etat Solide, Gorsch, Messenger und Queen Mecca), * ca. 1965, US-amerikanische Techno-Musikerin und DJ, veröffentlichte u. a. auf dem Label Warp Records
- Kathleen Hanna, * 1968, US-amerikanische Musikerin bei Bikini Kill, Le Tigre und Julie Ruin, feministische Aktivistin und Autorin
- Louise Amanda Harman (Lady Sovereign, Lady SOV), *1985, britische MC und Musikproduzentin im Bereich Grime
- Elizabeth Harris, unter dem Namen Grouper Musikerin und bildende Künstlerin
- Miho Hatori, * 1970, japanische Singer-Songwriterin und Musikerin, u. a. bei Cibo Matto
- Kirsty Hawkshaw, britische Sängerin, Singer-Songwriterin und Produzentin im Bereich der elektronischen Tanzmusik. Gelangte durch das Projekt Opus III und mit der Coverversion des Jane-Lancaster-Klassikers Its a Fine Day in die Charts.
- Sorrel Hays, * 1941, US-amerikanische Komponistin und Musikerin im Bereich der Elektroakustischen Musik und Filmmusik, außerdem Hochschullehrerin
- Imogen Heap (Jennifer Heaps), * 1977, britische Sängerin, Komponistin, Musikerin und Musikproduzentin, u. a. beim Projekt Frou Frou
- Heather Heart, * 1971, New Yorker DJ, Musikproduzentin, Journalistin und Gründerin der Techno-Zeitschrift Under One Sky, erste Techno-Plattenhändlerin New Yorks mit dem Laden Groove Records zusammen mit Frankie Bones and Adam X, veröffentlichte auf den Labels sonic groove, magnetic north und communique
- Mara Margaret Helmuth, * 1957, US-amerikanische Komponistin, Leiterin des Center for Computer Music an der University of Cincinnati
- Holly Herndon, * 1980er Jahre, US-amerikanische Komponistin, Musikproduzentin, Klangkünstlerin, Performancekünstlerin, die mit Max/MSP arbeitet
- Caroline Hervé, * 1973, als Miss Kittin französische Musikproduzentin, DJ und Sängerin im Bereich Techno, Electro und Industrial
- Victoria Christina Hesketh, * 1984, als Little Boots englische Elektropop-Sängerin und Musikerin
- Joanne Judith-Mary Hill (Sydney Blu), * 1977, kanadische Musikproduzentin, DJ und Labelinhaberin (Blu Music, Mau5trap, Black Hole Recordings)
- Shelley Hirsch, * 1952, US-amerikanische Sängerin und Komponistin der Improvisierten und elektronischen Musik, außerdem tätig im Bereich Multimedia, Theater und Performance, Installation und Hörspiel, Veröffentlichungen bei John Zorns Label Tzadik in der Serie „Radical Jewish Culture“
- Nicola Hitchcock, Solo-Musikerin und Sängerin der Trip-Hop-Band Mandalay.
- Mary Ann Hobbs, * 1964, britische Musikjournalistin, Radiomacherin und DJ, Wegbereiterin von Dubstep und Grime mit ihrer Sendung Dubstep Warz auf BBC Radio 1
- Julia Holter (Julia Shammas Holter), US-amerikanische Komponistin, Singer-Songwriterin und Musikproduzentin
- Yuka Honda, japanische Musikerin, Musikproduzentin und Gründerin der Band Cibo Matto, auch tätig bei der Plastic Ono Band
- Margarete Huber, deutsche Komponistin – u. a. für Elektroakustische Musik – und Konzert- und Opernsängerin, experimentelle und traditionelle Kompositionstechniken unter Einbezug von Soundscapes, z. B. Musiktheater Springteufel nach einem Text von Kathrin Röggla
- Brenda Hutchinson, Komponistin und konzeptuelle Klangkünstlerin mit partizipativen Konzepten

### I
- Susie Ibarra, * 1970, US-amerikanische Perkussionistin, Schlagzeugerin und Komponistin im Bereich der Neuen Improvisationsmusik, des Jazz, der Opernmusik und Avantgardemusik
- Jean Eichelberger Ivey, 1923–2010, US-amerikanische Komponistin der elektronischen Musik
- Adina Izarra, * 1959, venezolanische Komponistin

### J

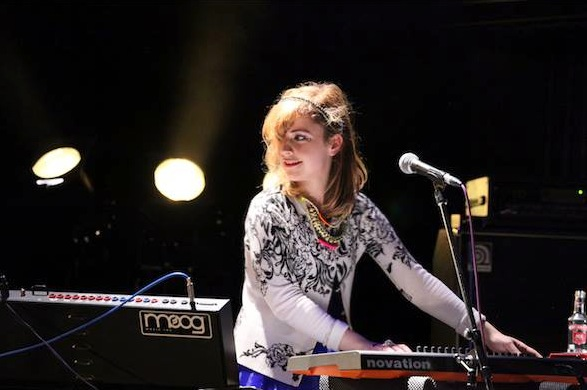
Computer Magic 2013

- Eleanor Jackson (La Roux), * 1988, britische Singer-Songwriterin und Musikproduzentin
- Jarboe Deveraux (auch Jarboe, Jane Jarboe, The Living Jarboe), US-amerikanische Sängerin, Musikerin und Performance-Künstlerin im Industrial-Bereich
- Joan Jeanrenaud, * 1956, US-amerikanische Sängerin Cellistin
- France Jobin (i8u), * 1958, französisch-kanadische Minimal-Komponistin und Klangkünstlerin
- Danielle Johnson, als Computer Magic und Danz CM, Singer-Songwriterin, Komponistin und Musikproduzentin
- Ema Jolly (Emika), * 1986, britische Musikerin und Musikproduzentin im Bereich Post-Dubstep
- Glynis Jones, britische Komponistin der musique concrète und Mitglied des BBC Radiophonic Workshop
- Victoria Jordanova, * 1952, jugoslawische/serbische Komponistin, Performancekünstlerin, Multimediakünstlerin, Musikproduzentin und Labelinhaberin des Labels ArpaViva, das sie 2003 gründete

### K

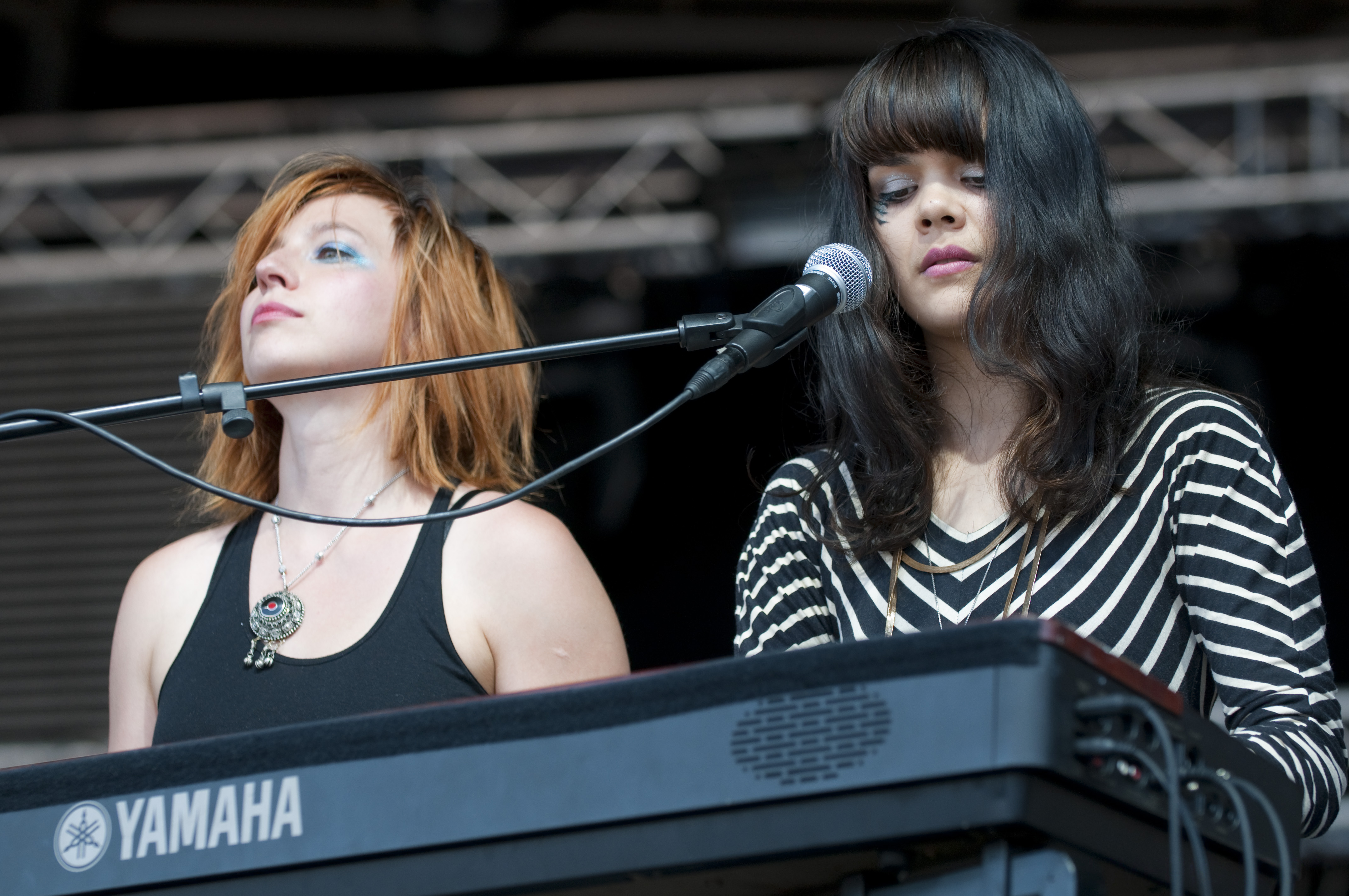
Natasha Khan (rechts) mit Bat for Lashes

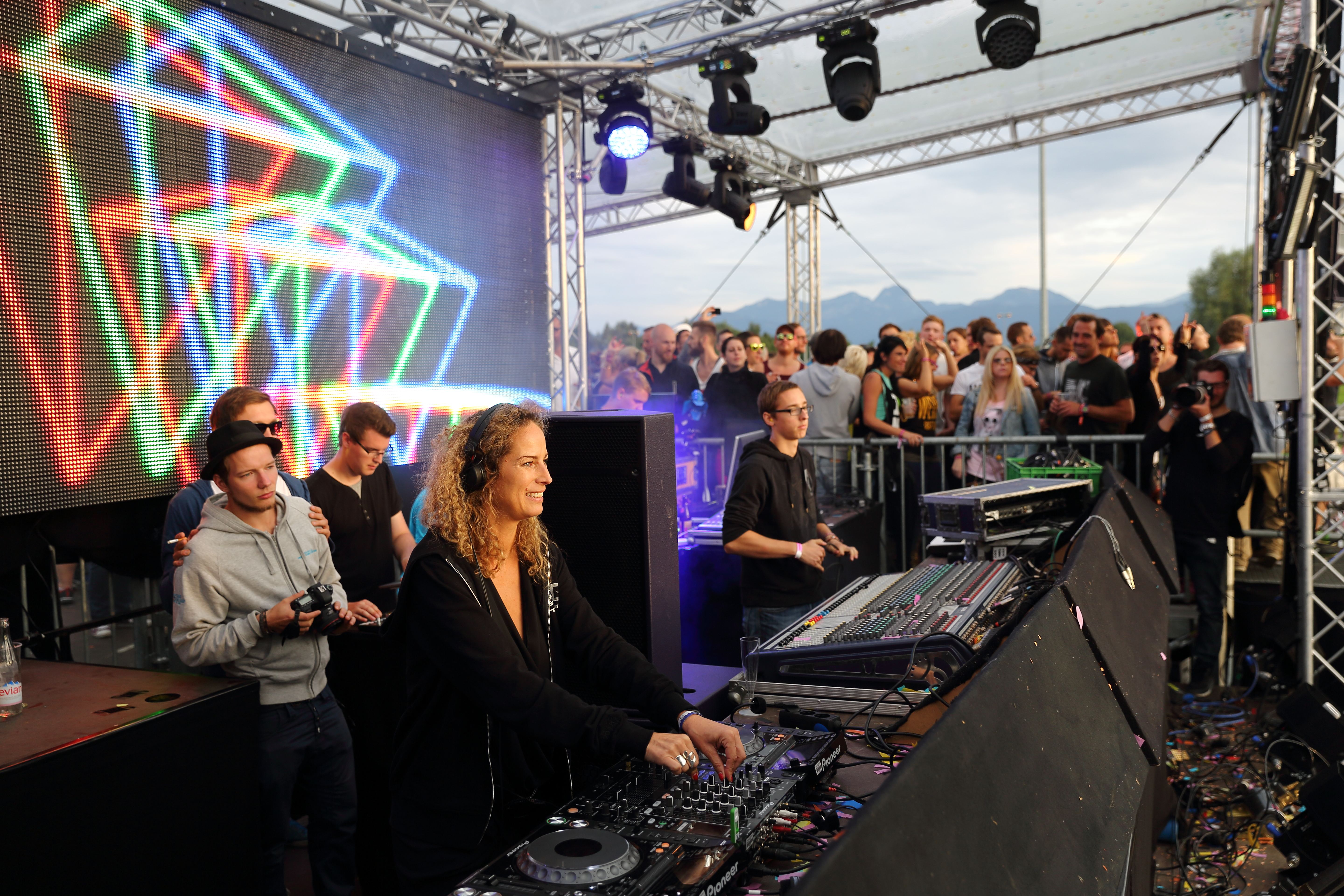
Monika Kruse 2014

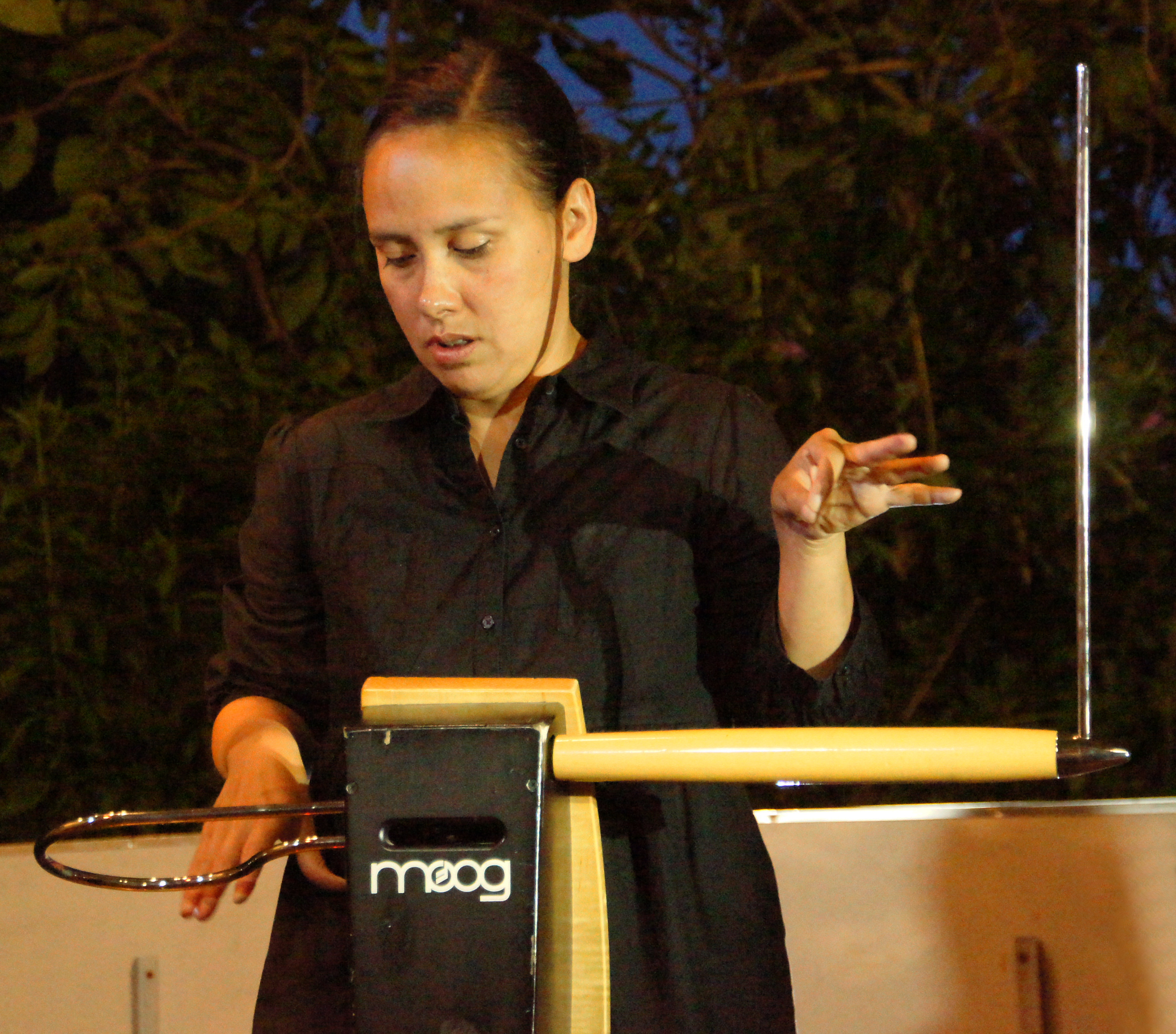
Pamelia Kurstin 2012

- Yoko Kanno, * 1964, japanische Komponistin
- Laura Karpman, * 1959, US-amerikanische Komponistin und Hochschullehrerin an der University of California, Los Angeles (UCLA)
- Lidija Kawina, * 1967, russische Theremin-Musikerin
- Trish Keenan, Mitglied der britischen Indietronic-Band Broadcast
- Bevin Kelley (Blevin Blectum), elektronische Musikerin und Multimedia-Komponistin
- Alicia Keys, * 1981 (Alicia Joseph Augello-Cook), US-amerikanische Soul- und R&B-Sängerin, Produzentin, Songwriterin und Schauspielerin
- Natasha Khan, britische Singer-Songwriterin und Musikproduzentin bei Bat for Lashes, Klang- und Performancekünstlerin
- Morgan Kibby, US-amerikanische Singer-Songwriterin
- Heidi Kilpeläinen, unter dem Namen HK119 Sängerin, Musikproduzentin und Multimediakünstlerin
- Jin Hi Kim, * 1957, südkoreanische Geomungo-Spielerin und Komponistin
- Mari Kimura japanische Violinistin, Komponistin und Hochschullehrerin, entwickelte das Spiel mit Untertönen auf der Violine, lehrt Interactive Computer Music Performance an der The Juilliard School
- Susanne Kirchmayr (auch Electric Indigo), österreichische Musikproduzentin, Techno-DJ und Feministin, Gründerin des feministischen Netzwerks für Musikerinnen elektronischer Musik female:pressure
- Judy Klein, * 1943, US-amerikanische Komponistin, Pianistin und Hochschullehrerin für computer music and composition an der New York University
- Pilocka Krach, deutsche Musikproduzentin und Sängerin
- Viola Kramer, * 1960, deutsche Komponistin, Klangkünstlerin, Pianistin
- Nina Kraviz, russische DJ, Musikproduzentin und Sängerin
- Annette Krebs, deutsche Klangkünstlerin, Improvisationsmusikerin auf Gitarre und Mischpult, Komponistin
- Kateryna Kremko (Miss K8), ukrainische Hardcore-Techno-DJ und Musikproduzentin
- Simone Kromer (auch Lady Tom), * 1978 Schweizer Techno-DJ, Musikproduzentin, Labelinhaberin im Bereich Trance und Hardstyle, außerdem Model
- Monika Kruse, * 1971, deutsche Techno-DJ, Musikproduzentin und Labelinhaberin
- Jutta Koether, * 1958, deutsch-amerikanische Malerin, Performancekünstlerin, Musikerin, Schriftstellerin, Kritikerin, Theoretikerin und Hochschullehrerin, arbeitete u. a. mit den Sonic-Youth-Musikern Kim Gordon und Thurston Moore sowie mit Steven Parrino und Ei Arakawa zusammen
- Merja Kokkonen (Islaja), * 1979, finnische Singer-Songwriterin und elektronische Musikerin
- Barbara Kolb, 1939–2024, US-amerikanische Komponistin
- Rachael Kozak (Hecate), amerikanisch-österreichische experimentelle Breakcore- und Industrial-Musikerin, veröffentlicht auf dem Label Ad Noiseam, hat mit Venetian Snares unter dem Namen Nymphomatriarch kollaboriert
- Christina Kubisch, * 1948, deutsche Installationskünstlerin im Bereich Klangkunst
- JoAnn Kuchera-Morin, Komponistin und Professorin für Medienkunst und Leiterin des UC Santa Barbara's Center for Research in Electronic Art Technology (CREATE)
- Kyoka, japanische Musikproduzentin und Musikerin, veröffentlicht auf dem Label Raster-Noton

### L

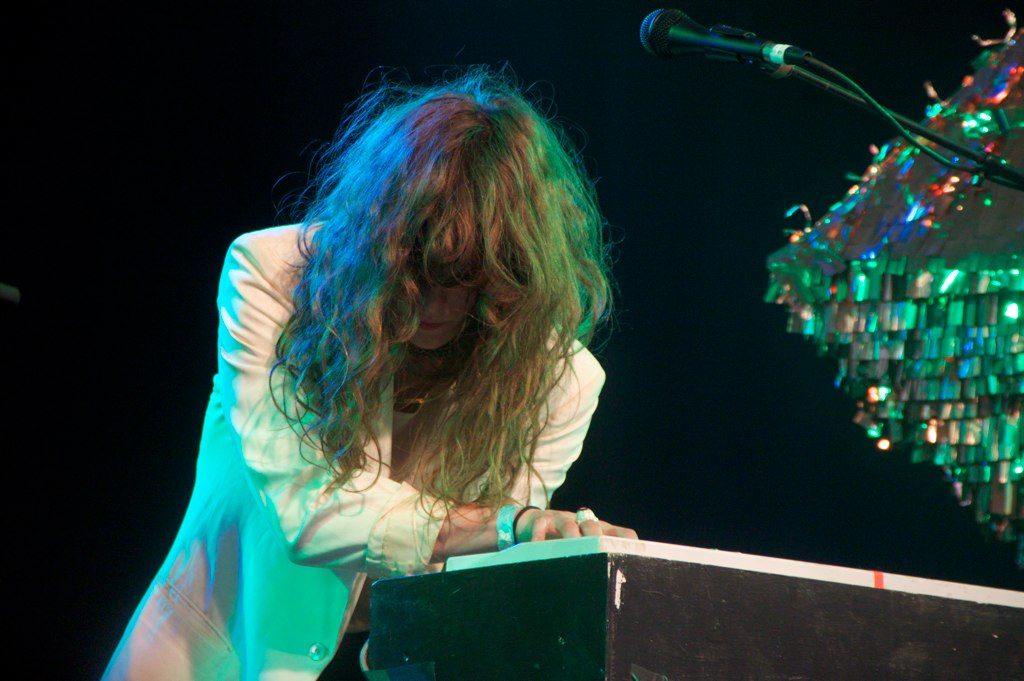
Victoria Legrand 2010

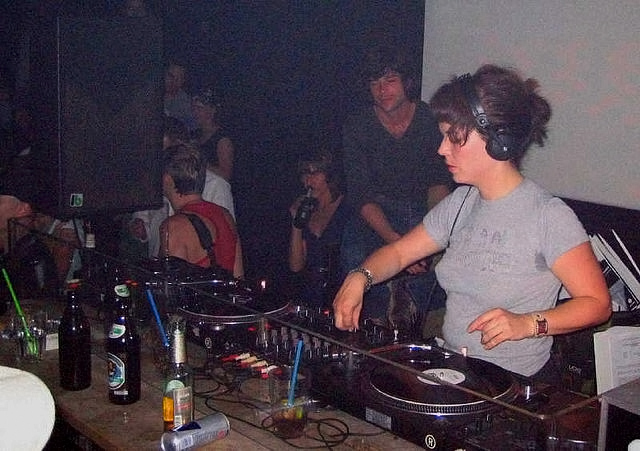
Acid Maria

- Joan LaBarbara, * 1947, US-amerikanische Sängerin und Komponistin zeitgenössischer Musik, als Musikerin und Sängerin in den Ensembles von Steve Reich und Philip Glass
- Anne LeBaron, *1953, US-amerikanische Harfenistin, Komponistin und Hochschullehrerin, im Bereich Avantgarde Jazz, Neuer Musik und freier Improvisation
- Anne LaBerge, * 1955, niederländische Flötistin, Komponistin und Improvisationsmusikerin
- Martha Ladly, kanadische Musikerin, Designerin und Hochschullehrerin, seit 1977 bei der kanadischen New-Wave-Band Martha and the Muffins, später bei der britischen New-Wave-Band The Associates, Gesang u. a. für Orchestral Manoeuvres in the Dark, Roxy Music und Robert Palmer[1]
- Jessy Lanza, kanadische Musikproduzentin und elektronische Singer-Songwriterin
- Elodie Lauten, 1950–2014, französisch-US-amerikanische Komponistin im Bereich des Postminimal und des Totalismus (beides Minimal-Music-Tendenzen der 80er Jahre)
- Jennifer Lee (TOKiMONSTA), US-amerikanische Musikproduzentin und DJ
- Jonna Lee (Jonna Emily Lee Nilsson), * 1981, schwedische Singer-Songwriterin, bei der elektronischen und audiovisuell tätigen Band iamamiwhoami
- Victoria Legrand, * 1981, französisch-US-amerikanische Singer-Songwriterin, bei der Band Beach House, einem Dream-Pop-Duo
- Šarlote Lēnmane, * 1998, lettische Sängerin
- Annie Lennox, * 1954, schottische Sängerin, Songwriterin, in den 80er Jahren beim Synthiepop-Duo Eurythmics
- Amelie Lens, * 1990, belgische Techno-DJ und Musikproduzentin
- Tania León, * 1943, kubanisch-internationale Komponistin, Dirigentin, Musikpädagogin und Beraterin
- Angelika Lepper (Acid Maria), deutsche DJ und Musikproduzentin im Techno- und House-Bereich, Kollaborationen mit Electric Indigo, Steve Bug, Markus Guentner und den Gebrüder Teichmann, gefördert von DJ Hell
- Lesbians on Ecstasy, kanadische Electronica-Band mit den Mitgliedern Fruity Frankie, Veronique Mystique, Jackie “the Jackhammer”, Bernie Bankrupt
- Jordana LeSesne, unter dem Namen 1.8.7 US-amerikanische Musikerin und Drum-and-Bass-Produzentin
- Elainie Lillios, Komponistin im Bereich der elektroakustischenMusik
- Annea Lockwood, * 1939, neuseeländisch-amerikanische Komponistin im Bereich des Fluxus und Musikpädagogin, nutzt häufig Field Recordings und im Sinn des Fluxus den Sound brennender und versinkender Klaviere
- Gabriele „Mo“ Loschelder, * 1962, deutsche Malerin, DJ, Musikerin, Plattenlabel- und Clubbetreiberin, Künstleragentin sowie mit Elektro Music Department Labelinhaberin, gilt als eine der Schlüsselfiguren der Berliner Techno- und Clubkultur
- Olivia Louvel, französisch-britische Komponistin, Musikproduzentin und Performancekünstlerin, arbeitet mit Laptop und Stimme
- Olivia Lufkin, * 1979, japanisch-US-amerikanische Singer-Songwriterin unter dem Namen OLIVIA
- Lunax, *2002, deutsche Musikproduzentin und DJ.

### M

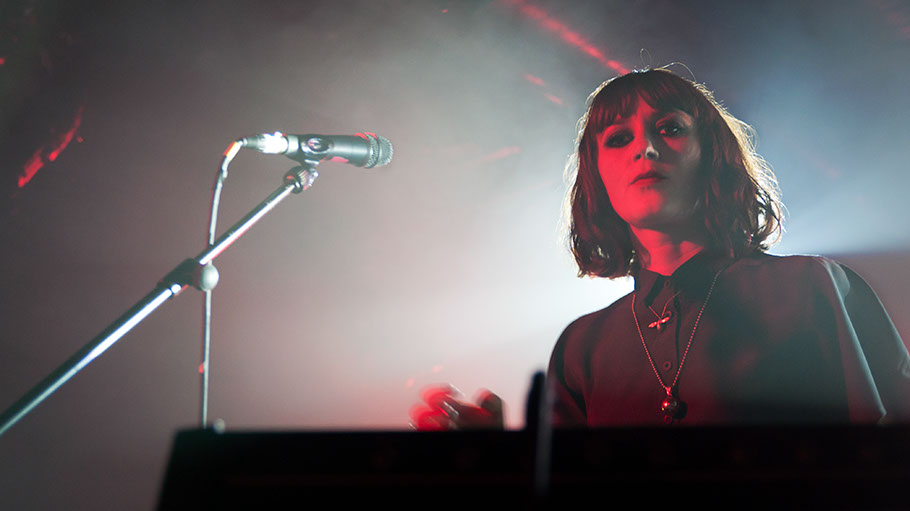
Helen Marnie von Ladytron

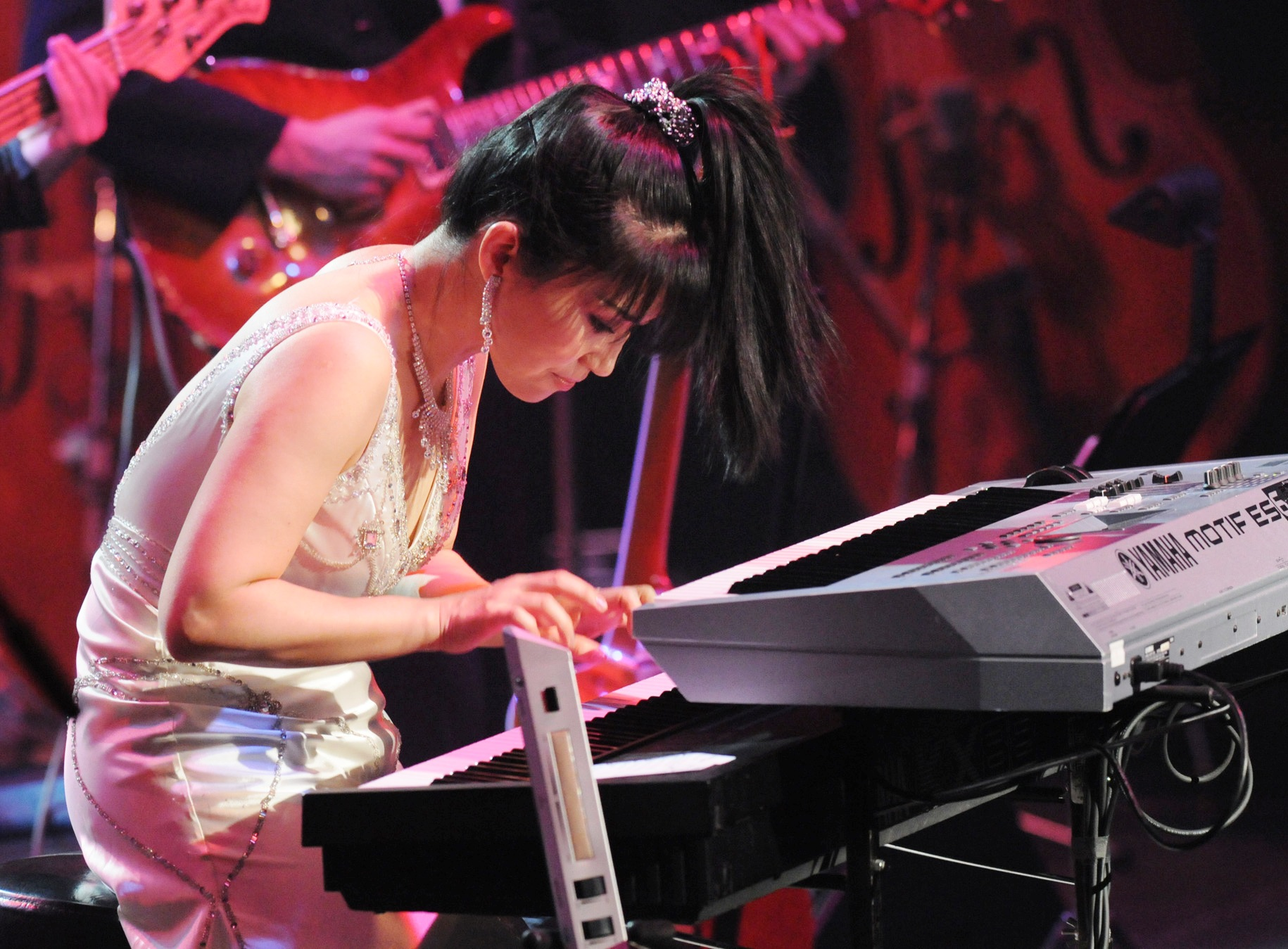
Keiko Matsui

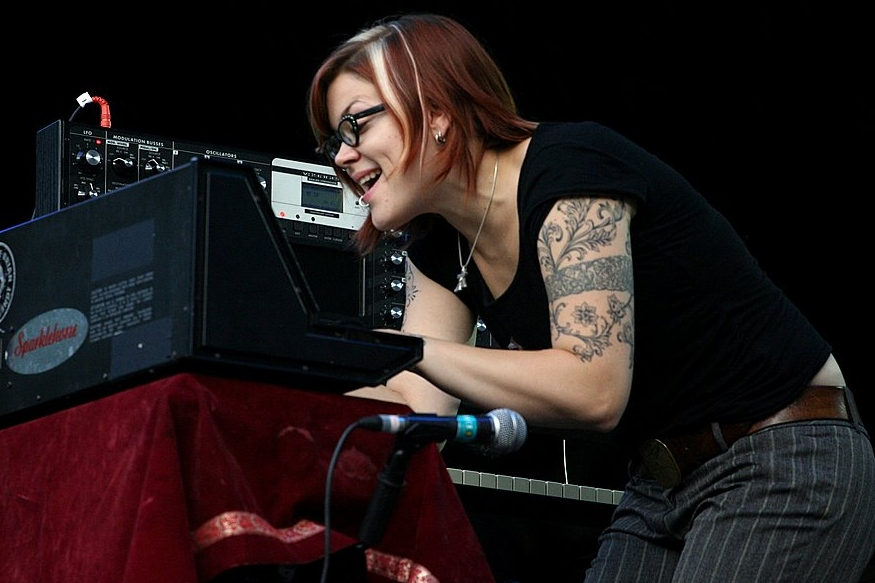
ZiaMcCabe

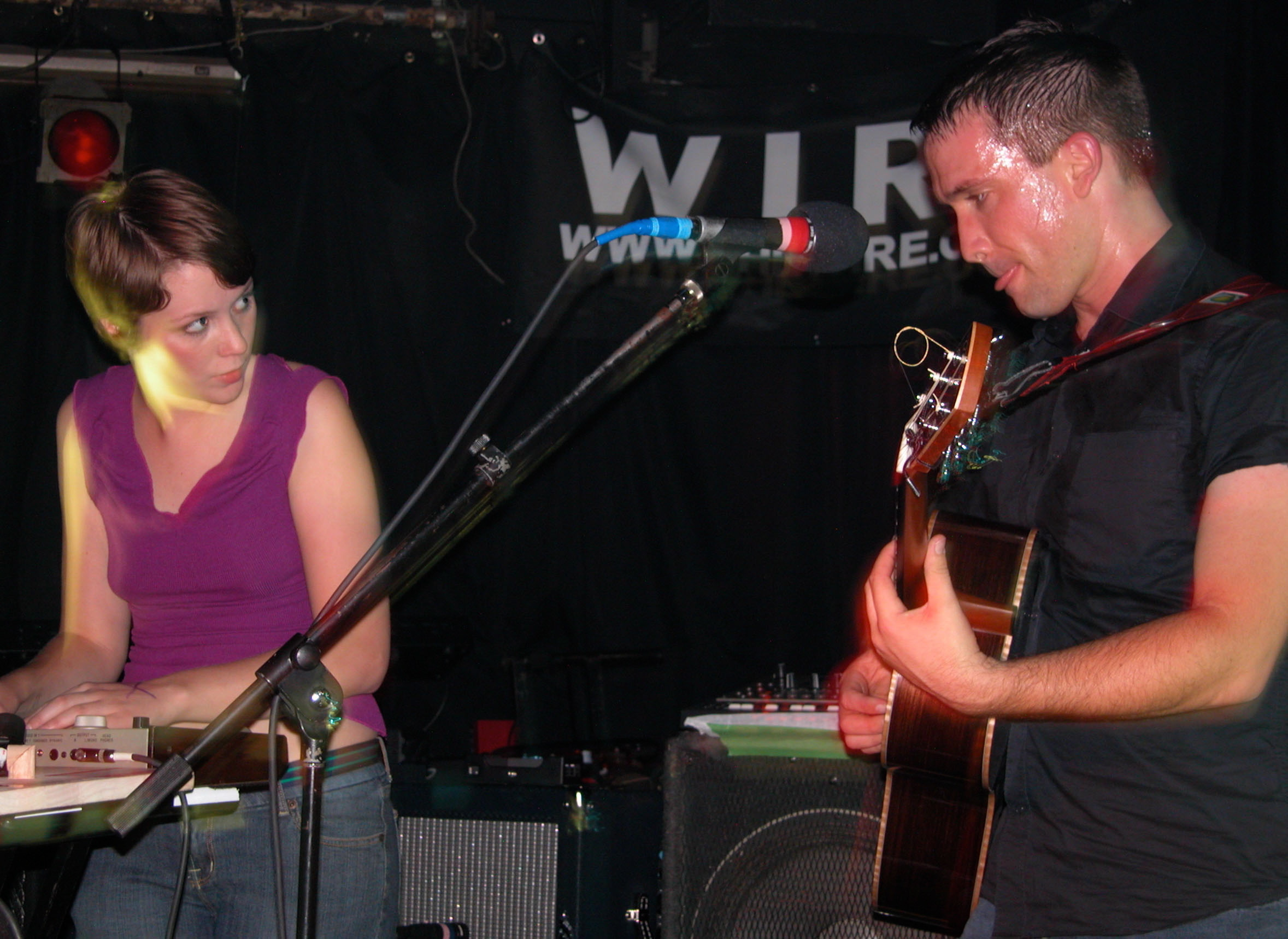
Caralee McElroy und Jamie Stewart von Xiu Xiu 2004

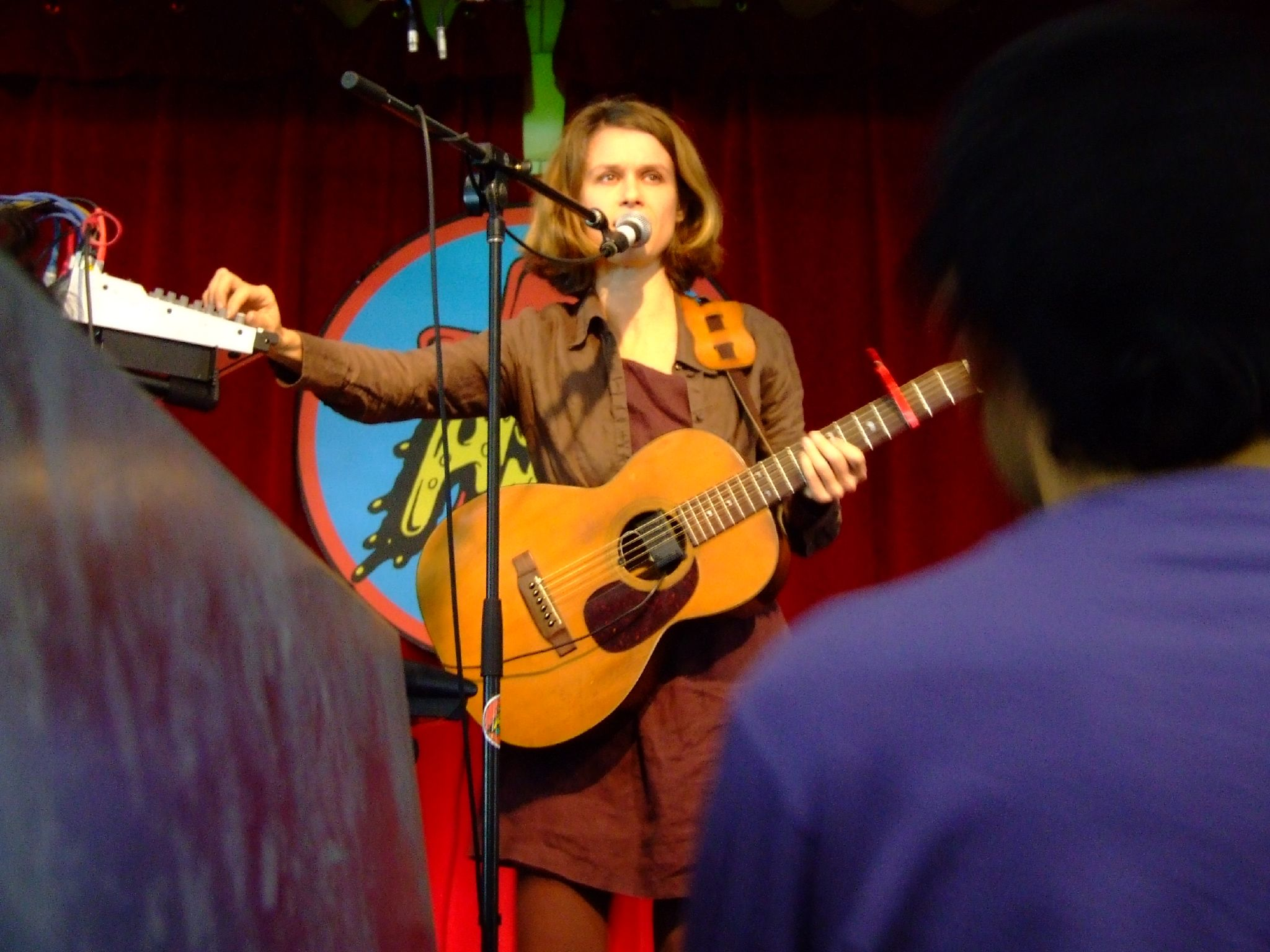
Juana Molina

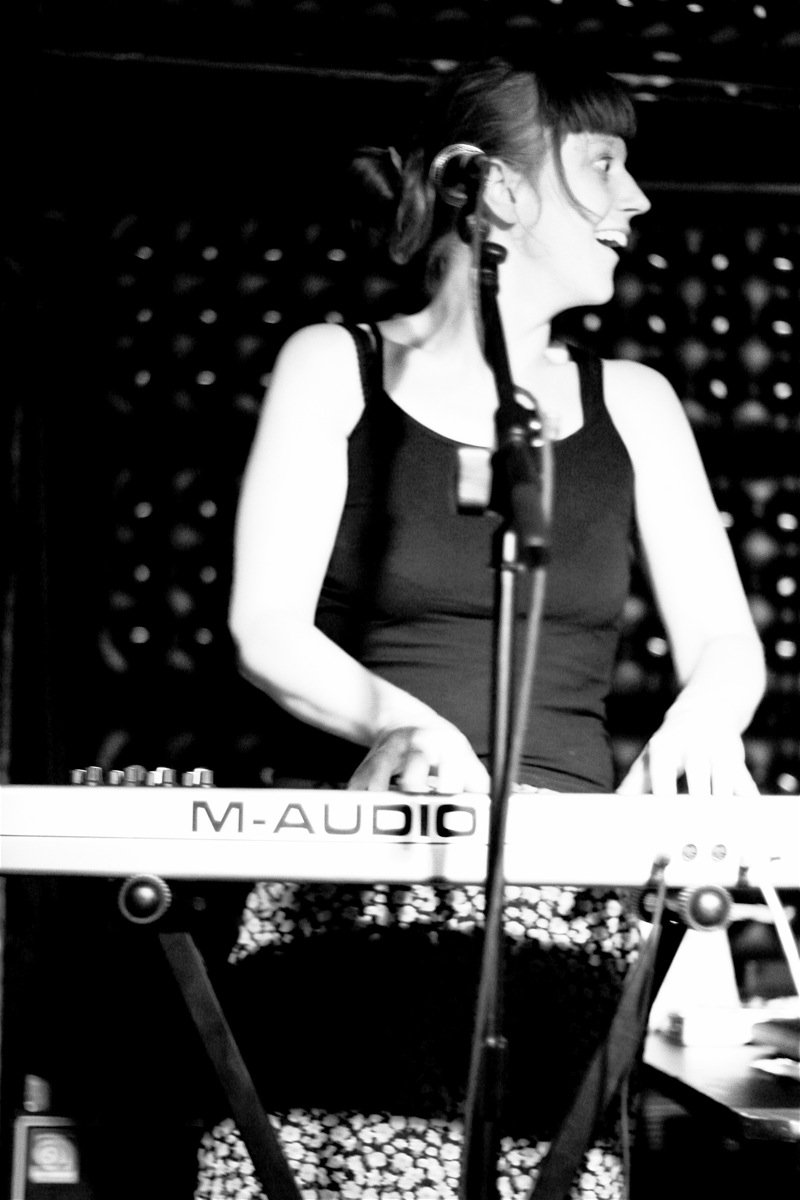
Barbara Morgenstern

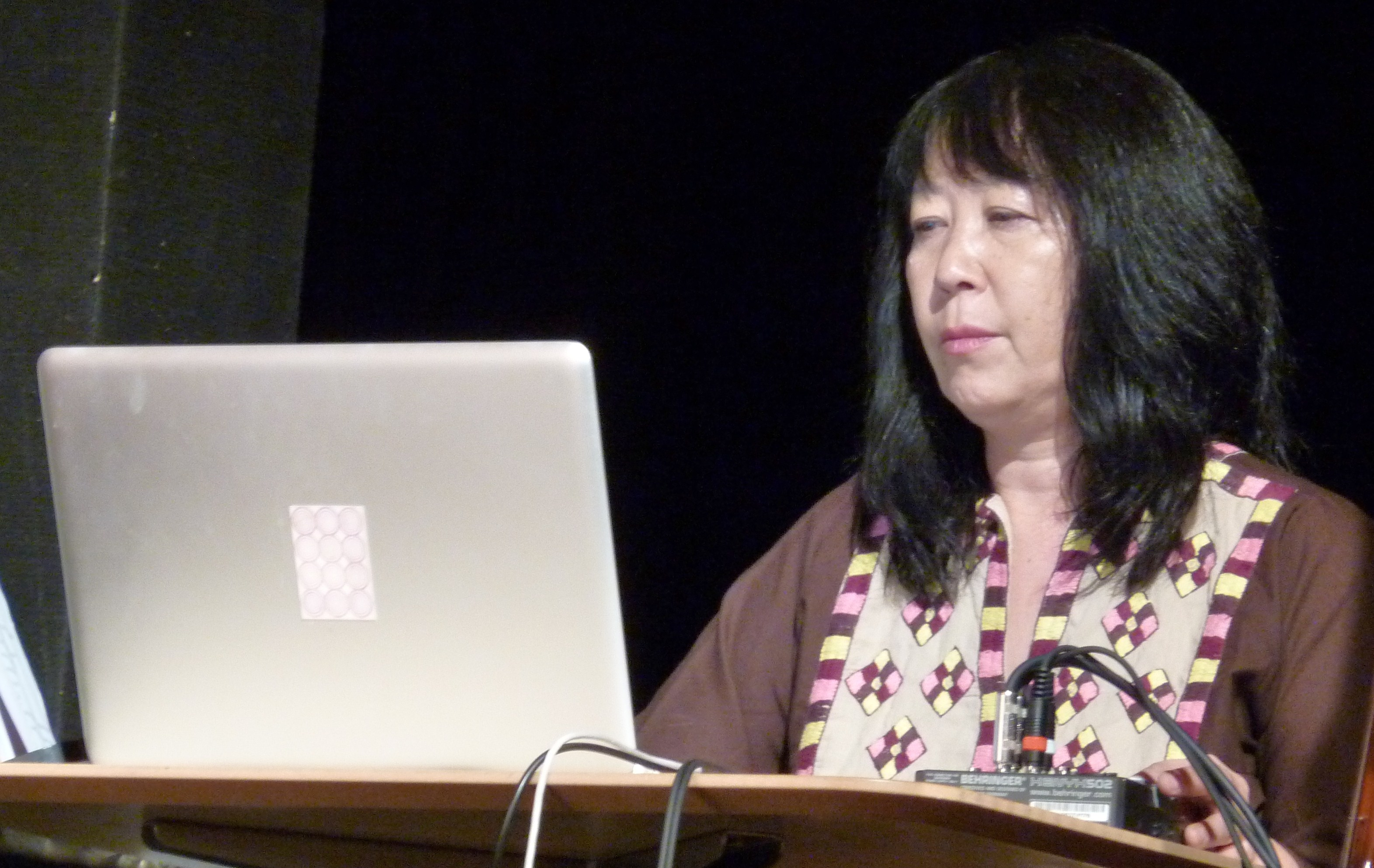
Ikue Mori

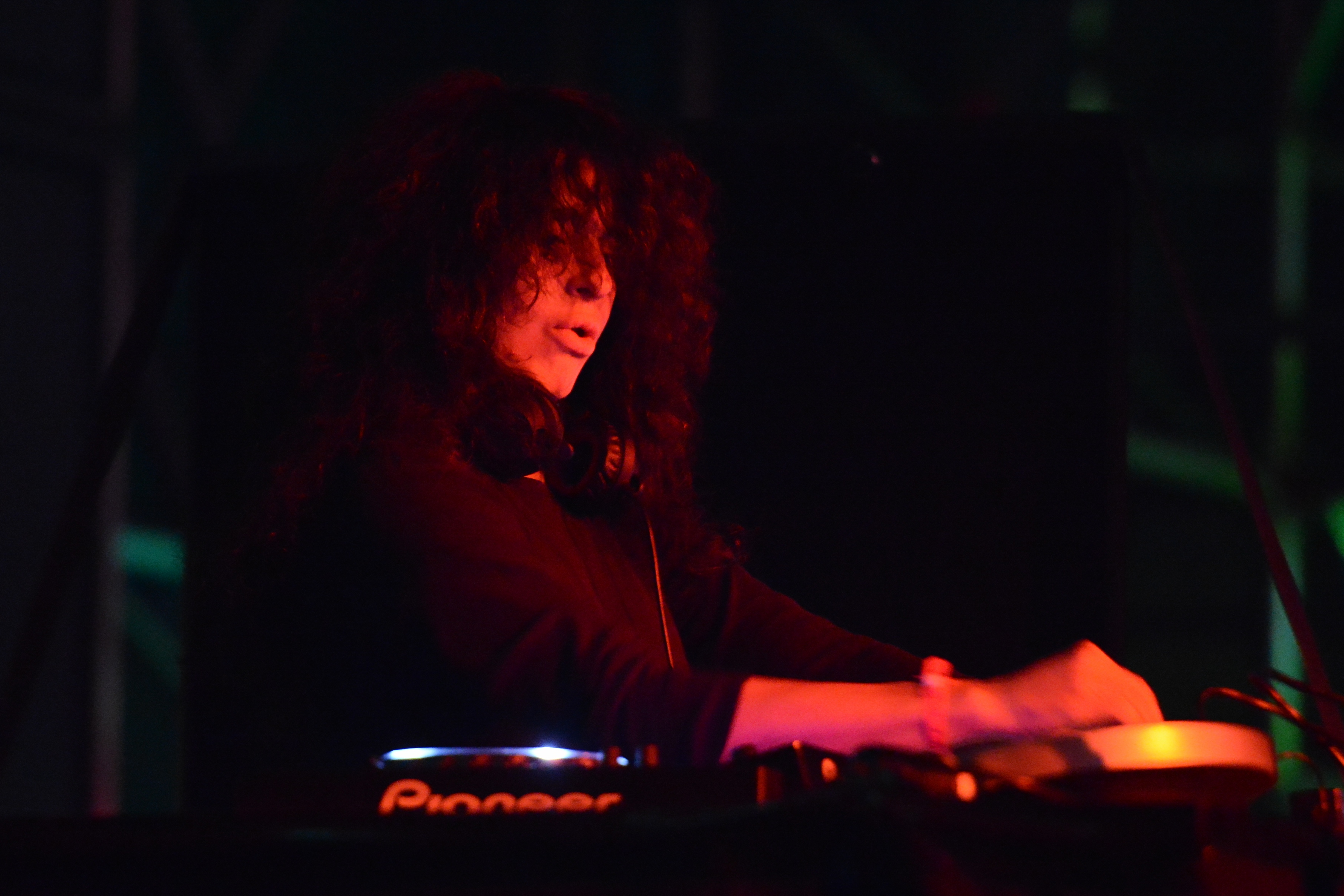
Nicole Moudaber

- Sarah McIntosh (auch The Good Natured, Lovestarrs), * 1991, britische Elektropopsängerin und Musikproduzentin
- Kazu Makino, * 1969, japanische Singer-Songwriterin und Musikerin (Gitarre), u. a. bei der US-amerikanischen Dream-Pop-Band Blonde Redhead
- Rekha Malhotra (DJ Rekha), * 1971, britische Musikerin, DJ, Musikproduzentin, Kuratorin und politische Aktivistin, Pionierin der Fusion indischer Bhangra-Musik mit Hip-Hop und elektronischen Beats
- Mama Baer, deutsche Musikerin und Künstlerin
- Elizabeth Maniscalco (Elizabeth Rose), australische Electronica-DJ und Musikproduzentin, Singer-Songwriterin, veröffentlicht auf den Labels Inertia und Grizzly UK
- Helen Marnie (Ladytron), * 1978, schottische Musikerin (Keyboards) und Sängerin der elektronischen Band Ladytron, seit 2012 solo als Marnie
- Carolina Márquez, kolumbianisch-italienische elektronische Singer-Songwriterin
- Miya Masaoka, * 1958, US-amerikanische Koto-Spielerin, avantgardistische Musikerin, Komponistin und Multimediakünstlerin, spielt mit Fred Frith und Larry Ochs im Trio Maybe Monday, Gründerin und Leiterin der San Francisco Gagaku Society
- Riz Maslen (auch Neotropic und Small Fish With Spine), britische experimentelle elektronische Musikerin, Musikproduzentin und Filmemacherin, in den 1990er Jahren Arbeit mit 4hero und Future Sound of London, u. a. bei der Band The Beloved
- Sachiko M. (auch Sachiko Matsubara), japanische Musikerin, Klangkünstlerin und Fotografin, u. a. bei der Band Ground Zero, Arbeit mit Samplingtechnik, weiterhin in den Bands Filament, I.S.O., Cosmos, Avant-Pop-Band Hoahio, Arbeit mit europäischen Improvisationsmusikern wie Keith Rowe, Evan Parker, Steve Beresford, Günter Müller, aber auch mit David Sylvian, Jon Rose und Jim O’Rourke
- Keiko Matsui, (auch Matsui Keiko, Keiko Doi), * 1961, japanische Keyboarderin und Komponistin in den Bereichen Smooth Jazz und New Age
- Kaffe Matthews, britische elektronische Musikerin, Komponistin, Klangkünstlerin, Toningenieurin, Dozentin für Performance Technology am Dartington College of Arts, Inhaberin des Labels Annette Works, beschäftigt sich mit Fehlern und Zufällen in der Klangsynthese im Sinn von Clicks and Cuts, arbeitet mit dem Programm LiSA (Rodgers), Arbeit mit Zeena Parkins und in der Electronica-live-Band The Lappetites (mit Eliane Radigue, Antye Greie-Ripatti und Ryoka Amako)
- Agathe Max, französische experimentelle Violinistin, die auch mit elektronischen Geräten und einer Loop-Station arbeitet
- Lauren Mayberry, * 1987, schottische Singer-Songwriterin, Musikerin (Schlagzeug, Keyboards, Synthesizer) und Journalistin, Sängerin der Synthiepop-Band Chvrches, weiterhin Band Blue Sky Archives
- Zia McCabe (auch Aimee Springer), * 1975, DJ, Keyboarderin, Perkussionistin, Bassistin, u. a. bei der Band The Dandy Warhols und bei Brush Prairie
- Linda McCartney (bgl. Lady Linda Louise McCartney, geborene Eastman, geschiedene See), 1941–1998, US-amerikanisch-jüdische Fotografin und Musikerin (Keyboards, Gesang), zusammen mit Paul McCartney 1971 Gründung der Band Wings, Soloalbum Wide Prairie (1998)
- Caralee McElroy, * 1983, US-amerikanische Musikerin, u. a. bei der experimentellen Postpunk- und Synthiepop-Band Xiu Xiu und der Synthiepop-Band Cold Cave
- Christina McGeehan (RYAT), Musikerin und Musikproduzentin in den Bereichen Electronica und Jazz, veröffentlicht auf dem Label Brainfeeder
- Priscilla McLean (geborene Taylor), * 1942, US-amerikanische Komponistin, Performancekünstlerin, Videokünstlerin, Autorin, Musikkritikerin und Hochschullehrerin, arbeitet mit Gesang und Vokaltechniken, spielt Klavier, Synthesizer, Violine, Perkussion, indianische Holzflöten und selbstgebaute Instrumente
- Cindy McTee, * 1953, US-amerikanische Komponistin, Musikpädagogin und Hochschullehrerin
- Zoë Mc Pherson (Empty Taxi), französisch-nordirisch-belgische World-Electronica-Produzentin[2]
- Elle Mehrmand, Musikerin (Posaune), Fotografin, Autorin, Multimedia- und Performancekünstlerin, arbeitet zur Verbindung von Sound und Körper, Mitglied des Musikerkollektivs Assembly of Mazes, das dunkle elektronische zentralasiatisch beeinflussten Jazzrock macht, Mitglied des Electronic Disturbance Theater, Veröffentlichung „Reading the Transborder Immigrant Tool“
- Rosa Menkman, * 1983, niederländische bildende Künstlerin im Glitch-Bereich, Kuratorin, Kunsttheoretikerin, Visual Artist und Musikerin
- Micachu (auch Mica Levi,), * 1987, britische Singer-Songwriterin, Komponistin, Musikproduzentin, Musikerin, u. a. in der Band Micachu & The Shapes, weiterhin Produzentin experimenteller Musik und Filmmusikkomponistin
- Takako Minekawa (auch Minekawa Takako, Mamene Kirerie), * 1969, japanische Musikerin, Komponistin und Autorin, arbeitet in der J-Pop-Tradition mit alten Casio-Keyboards, analogen Moog-Synthesizer, Vocoder, u. a. in der Band Fancy Face Groovy Name, Journalistin beim Keyboard-Magazine
- Maria Minerva (auch Maria Juur), * 1988, estnische Musikerin, Kunst- und Musikkritikerin, Musikwissenschaftlerin, promovierte über estnische Klangkunst, veröffentlicht auf den Labels Not Not Fun und dessen dance-orientierten Sub-Label 100% Silk, ihr Förderer ist Simon Reynolds
- Aira Mitsuki, japanische Eletronica-Singer-Songwriterin
- Kelela Mizanekristos (Kelela), * 1983, US-amerikanische Singer-Songwriterin, mixt ihren Gesang über vorhandene Instrumentaltracks
- Juana Molina, (auch Juana Rosario Molina Villafañe), * 1962, argentinische Singer-Songwriterin, und Schauspielerin, im Bereich Folktronica bzw. experimenteller Ambient
- Meredith Monk, * 1942, US-amerikanische Sängerin, Komponistin, Choreografin und Performance-Künstlerin, die ihre musikalischen Formen direkt aus dem Tanz heraus entwickelte
- Marie Montexier, Kunstschaffende und Techno-DJ
- Charlotte Moorman (auch Madeline Charlotte Moorman), 1933–1991, US-amerikanische Musikerin (Cello) und Fluxus-Performancekünstlerin, enge Zusammenarbeit mit den Fluxus-Künstlern Nam June Paik, John Cage, Joseph Beuys, Wolf Vostell, Yoko Ono, Carolee Schneemann u. a., Gründung des New Yorker Avant-Garde-Festivals (1963), Fürsprecherin bei der New Yorker Stadtverwaltung für ausgefallene und provokative Kunstperformances
- Barbara Morgenstern, * 1971, deutsche Keyboarderin, Organistin, Sängerin und Musikproduzentin, Zusammenarbeit mit To Rococo Rot, veröffentlicht auf Gudrun Guts Label Monika Enterprise
- Lisa Morgenstern, in Berlin lebende Komponistin, Sängerin, Pianistin und Vintage-Synthesizer-Fan, u. a. bekannt aus ARTE Concert - Electronic - Lisa Morgenstern live @ Neues Museum - United We Stream Festival, Münchner Rundfunk Orchester uva.
- Nicole Morier, US-amerikanische Singer-Songwriterin und Musikproduzentin, u. a. bei der Band Electrocute, dort spielt sie Gitarre, singt und baut Beats
- Heidi Mortenson, dänische Komponistin, Sängerin und Musikproduzentin avantgardistischer Dance-Musik, Theatermusikerin, lobende Erwähnung bei Laurie Anderson's Remix Contest
- Ikue Mori (auch Ikue Ile), * 1953, japanische Avantgarde-Musikerin (Schlagzeug, Electronics, Laptop, Sampler) Komponistin und Grafikdesignerin, Pionierin der elektronischen Sound-Manipulation in Jazz und Pop, Zusammenarbeit mit Kim Gordon, Thurston Moore, Jim O’Rourke und Stephen Malkmus im Projekt Kim's Bedroom (1999), mit Pianistin Sylvie Courvoisier und der Schlagzeugerin Susie Ibarra als Trio Mephista, Zusammenarbeit mit Marina Rosenfeld (2002), Filmmusikkomponistin
- Nicole Moudaber, nigerianisch-libanesische Techno-DJ und Musikproduzentin
- Georgia Anne Muldrow, * 1983, Musikerin und Musikproduzentin in den Bereichen Experimental, Funk, Blues, Electro, Jazz Fusion, Hip-Hop, Mitgründerin des Labels SomeOthaShip Connect, Zusammenarbeit mit Mos Def
- Róisín Murphy (Róisín Marie Murphy), * 1973, irische Singer-Songwriterin und Musikproduzentin, Sängerin des Duos Moloko, Zusammenarbeit mit der Band Crookers
- Thea Musgrave, * 1928, schottisch-US-amerikanische Komponistin

### N

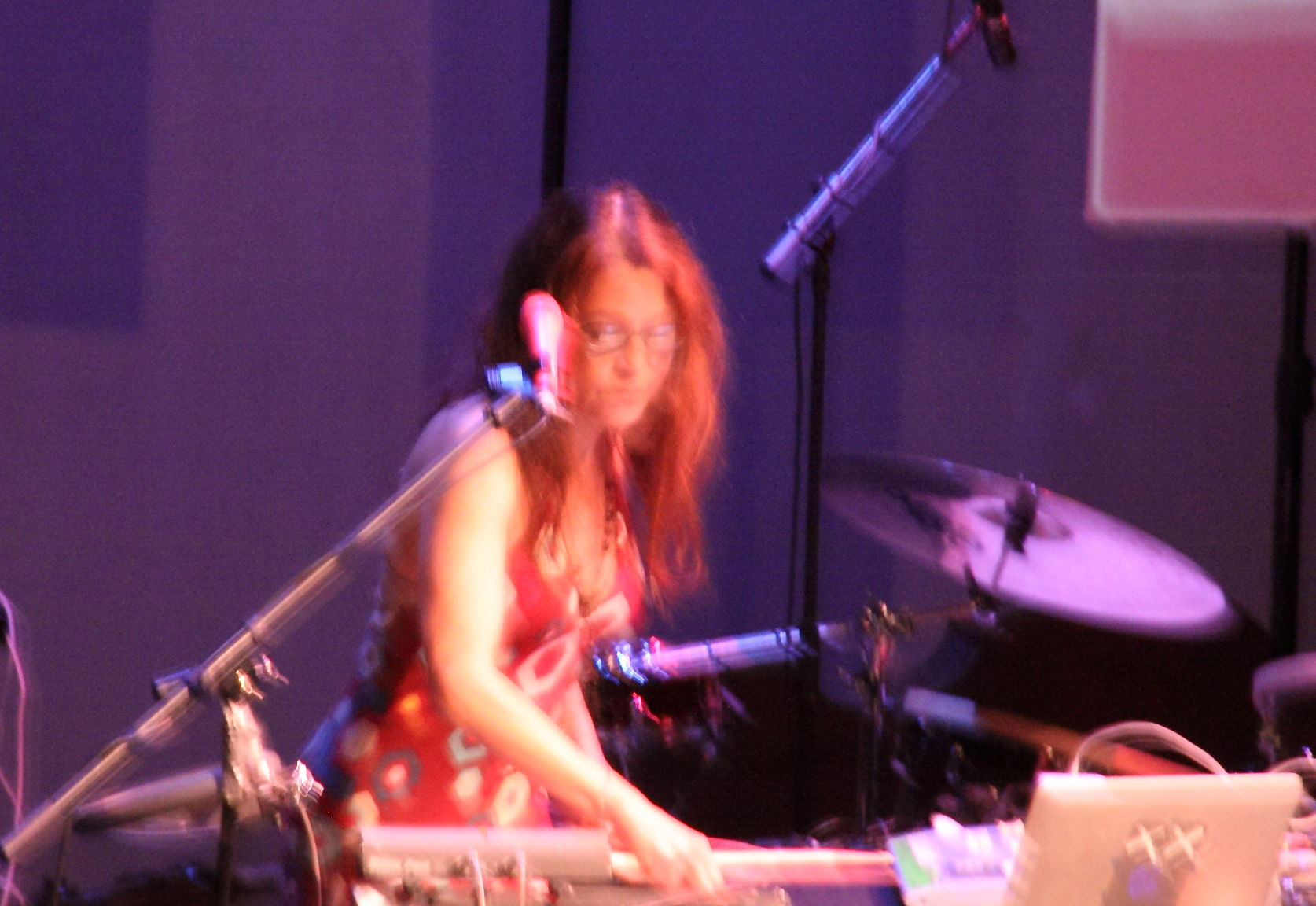
Amy X Neuberg

- Audrey Napoleon, US-amerikanische Singer-Songwriterin, Musikproduzentin und DJ
- Laura Naukkarinen (Lau Nau), * 1980, finnische Singer-Songwriterin und Musikproduzentin, auch tätig in den Psychedelic-Folk-Bands Kiila (Band) sowie dem Trio Hertta Lussu Ässä zusammen mit den Singer-Songwriterinnen Islaja und Kuupuu
- Aérea Negrot, venezolanische Sängerin und Musikproduzentin in den Bereichen Nu-Disco, Electronica, ehemals Sängerin bei Hercules and Love Affair
- Christina Nemec aka Chra, österreichische Ambient-Noise-Musikerin und Musikproduzentin sowie Labelbetreiberin von comfortzone, eines Labels mit queerfeministischem Ansatz
- Amy X Neuburg, US-amerikanische Komponistin, Vocalistin und elektronische Musikerin, studierte bei Pauline Oliveros
- Christine Newby (Cosey Fanni Tutti, Throbbing Gristle, Chris & Cosey), *1951, Wegbereiterin des Industrial und Performancekünstlerin, u. a. bei Throbbing Gristle, COUM Transmissions, Chris & Cosey bzw. später Carter Tutti
- Dika Newlin, 1923–2006, Pianistin, Musiktheoretikerin, Komponistin und Punk-Sängerin, studierte bei Arnold Schönberg
- Lee Newman, † 1995, britische Musikproduzentin, Pionierin der europäischen Techno-Szene, mit Michael Wells als Greater Than One, Hit-Single I Wanna Be A Hippy
- Nicolette, britische Singer-Songwriterin und DJ im Bereich Electronica.
- Chelsea Nikkel (Princess Chelsea), neuseeländische Komponistin und experimentelle Space-Pop-Musikerin bei den Bands The Brunettes und Teenwolf, beim Kollektiv Lil' Chief Records u. a.
- Merrill Beth Nisker (Peaches), * 1968, kanadische Electroclash-Sängerin und Musikproduzentin
- Sarah Nixey, * 1973, britische Singer-Songwriterin, u. a. bei der Band Black Box Recorder
- Tujiko Noriko, * 1976, japanische Musikerin und Filmemacherin, arbeitet vorrangig mit dem Sampler MPC 2000, veröffentlicht bei den Plattenlabels Mego und Tomlab
- Doris Norton (Jacula), Mitglied der 1968 gegründeten Space-Rock-Band Jacula[3]

### O
- Jocy de Oliveira, * 1936, brasilianische Pianistin, Komponistin und Autorin, wirkte in Konzerten mit John Cage und Lukas Foss mit, gilt als bedeutendste brasilianische Komponistin
- Pauline Oliveros, 1932–2016, US-amerikanische Komponistin und Akkordeonistin im Bereich der Minimal Music, Musiktheoretikerin und Hochschullehrerin, seit 1961 Arbeit mit Steve Reich, Terry Riley, Ramon Sender und Morton Subotnick am San Francisco Tape Music Center, 1967–1981 Direktorin des Center for Music Experiment an der University of California in San Diego, USA
- Valerie Olukemi A “Kemi” Olusanya (Kemistry), 1963–1999, britische Drum-and-Bass-DJ, Musikproduzentin und Labelbetreiberin, die gemeinsam u. a. mit Goldie das Label Metalheadz gründete und darauf veröffentlichte, arbeitete musikalisch zusammen mit Storm
- Yoko Ono, * 1933, japanisch-US-amerikanische Künstlerin, Filmemacherin, Komponistin experimenteller Musik und Sängerin, gilt als bedeutende Vertreterin der Fluxus-Bewegung, ihr Song Walking on Thin Ice wurde 1981 einflussreicher Track in der Clubszene
- Daphne Oram, 1925–2003, britische Komponistin und elektronische Musikerin, experimentiert mit Sounderzeugung seit den 1940er Jahren, Sounddesignerin im Radiobereich beim BBC Radiophonic Workshop, Erfinderin der filmbasierten optischen Sounderzeugungstechnik Oramics (1957), Pionierin der elektronischen Musik[4]
- Luci van Org (auch Ina Lucia Hildebrand), * 1971, deutsche Sängerin, Schriftstellerin, Songwriterin, Musikproduzentin, Drehbuchautorin, Schauspielerin, Moderatorin und Bassistin
- Ostbam, Techno-DJ aus Leipzig

### P

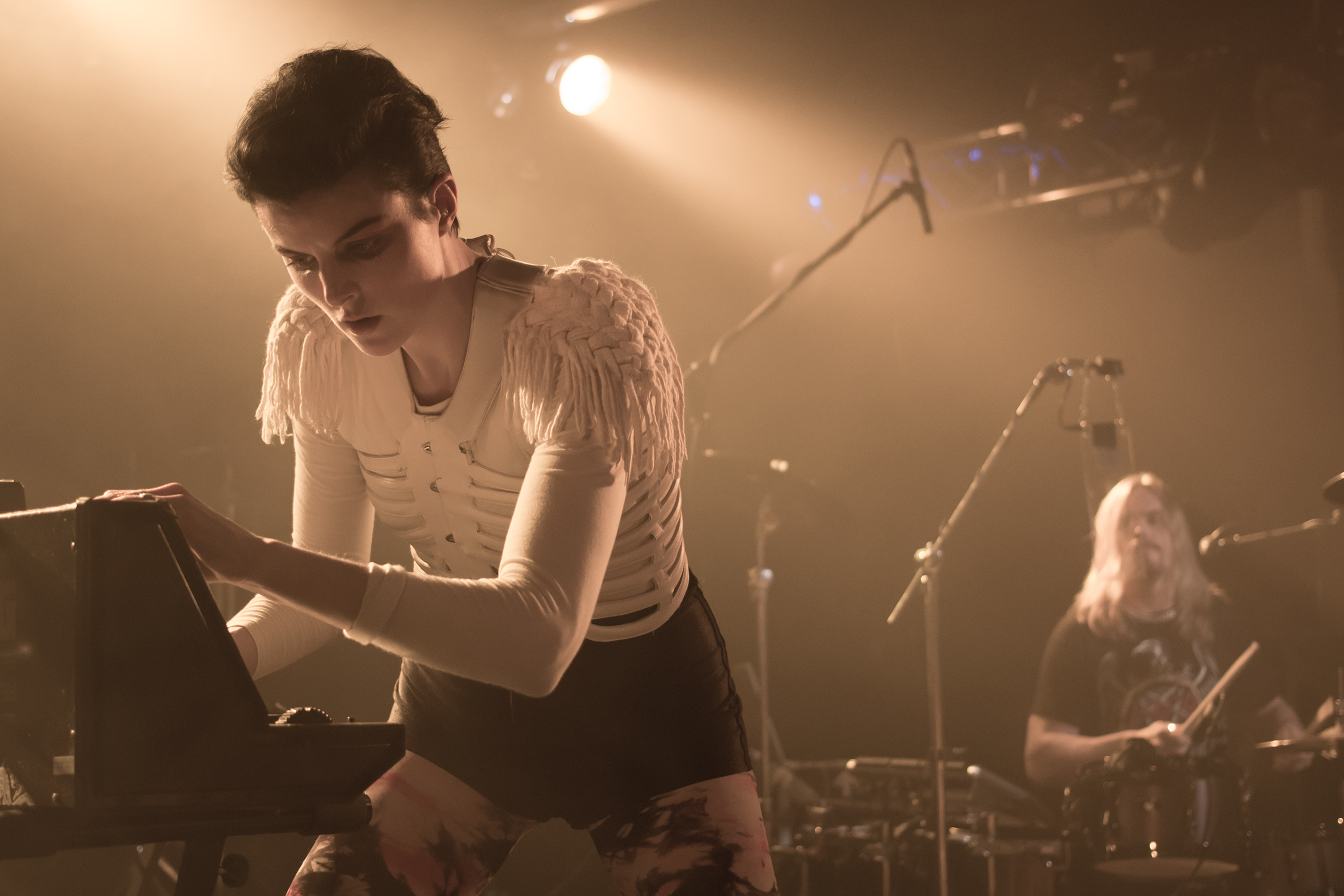
Karin Park, live in München 2013

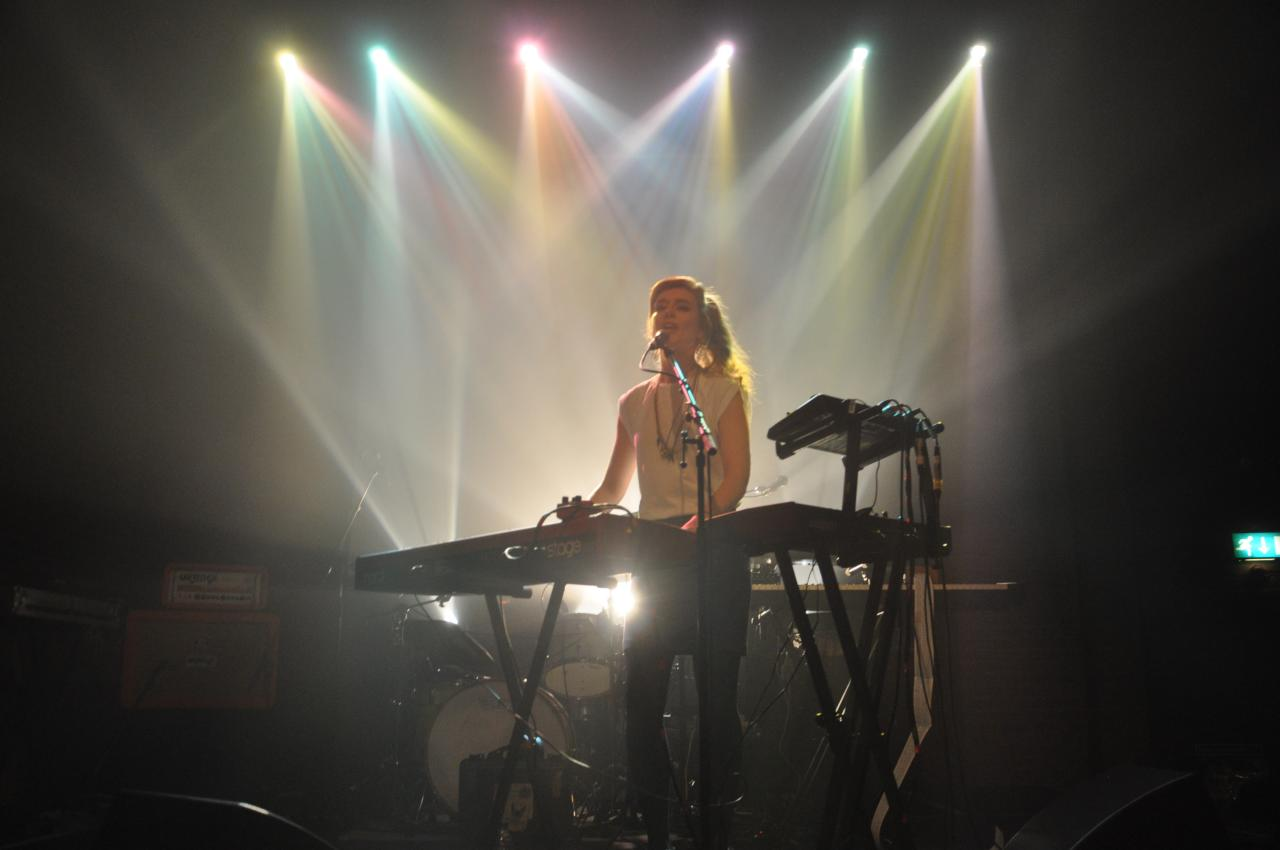
Hannah Peel 2014

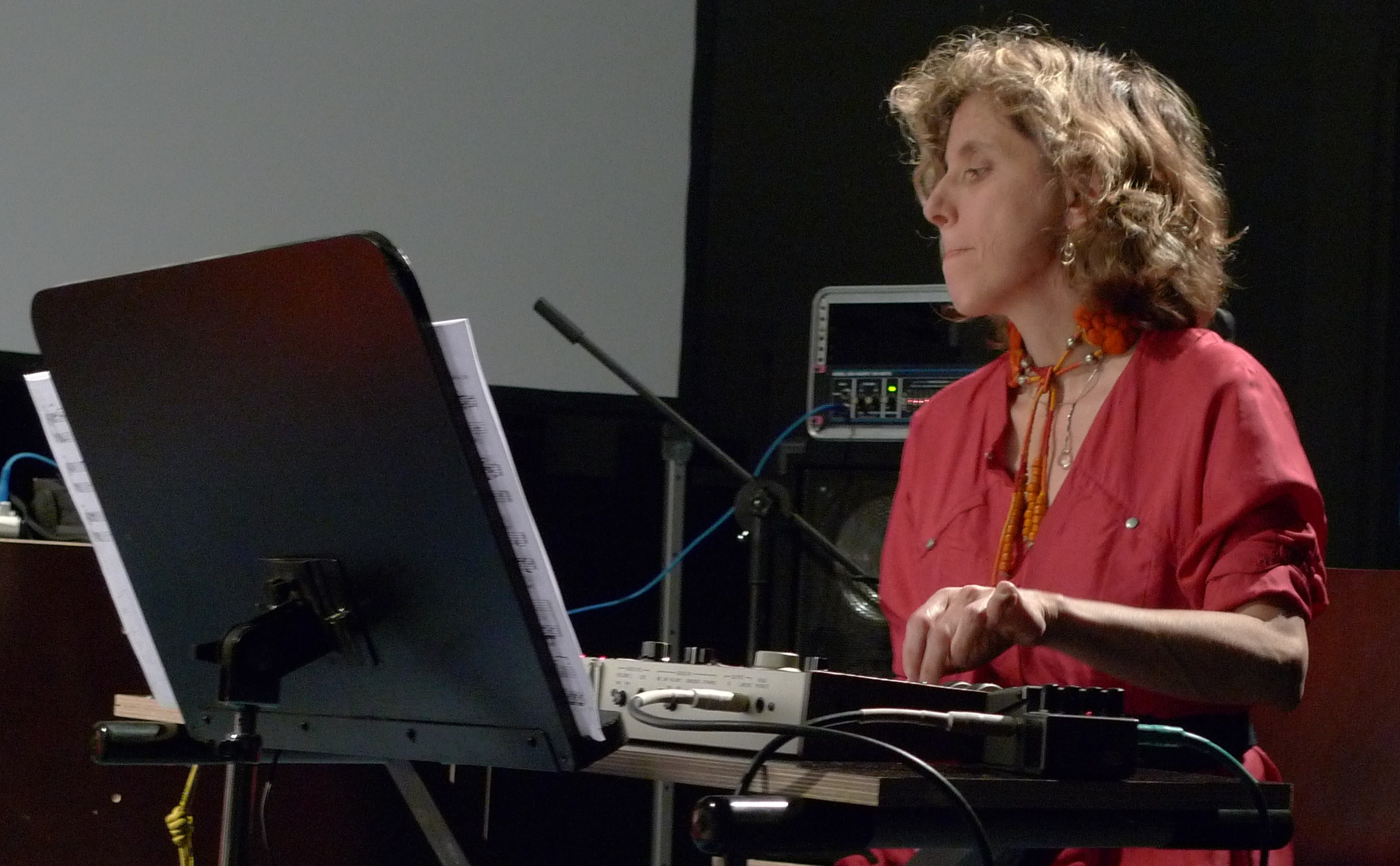
Zeena Parkins 2009

- Else Marie Pade, * 1924, erste dänische Komponistin im Bereich der elektronischen Musik und Musique concrète (seit 1954), arbeitete mit Pierre Schaeffer und Karlheinz Stockhausen
- Indira Paganotto, *1992, spanische Techno-DJ und Musikproduzentin
- Karin Park, * 1978, schwedisch-norwegische Singer-Songwriterin
- Andrea Parker, * 1969, britische Musikerin und Musikproduzentin im Bereich 80er-Jahre-Electro, DJ und Labelinhaberin des Labels Touchin' Bass
- Elizabeth Parker (Liz Parker), Komponistin im Filmmusik- und Fernsehbereich, arbeitete beim BBC Radiophonic Workshop seit den 70er Jahren bis 1998, komponierte u. a. Beiträge zum Soundtrack für Doctor Who, veröffentlicht als Doctor Who: 30 Years at the BBC Radiophonic Workshop
- Jennifer Parkin (Ayria), kanadische Musikerin im Bereich des Future Pop, Synthiepop (mit Ayria) und Electronic Body Music mit der Band Epsilon Minus
- Zeena Parkins, * 1956, US-amerikanische Harfenistin, Keyboarderin, Akkordeonistin und Komponistin im Bereich des Avantgarde Jazz, der Improvisationsmusik, Live-Elektronik und Noisemusik, Pionierin der elektrischen Harfe
- Chantal Passamonte (Mira Calix), 1969–2022, südafrikanischen Musikerin und Musikproduzentin im Bereich der experimentellen Electronica, veröffentlicht auf dem britischen Label Warp Records
- Maggi Payne, * 1945, Komponistin, Flötistin, Videokünstlerin, Aufnahme-Ingenieurin und -Herausgeberin, Ingenieurin für historisches Remastering
- Annette Peacock, * 1941, US-amerikanische Komponistin, Musikproduzentin, Musikerin und Singer-Songwriterin, Experimente mit Stimme und Synthesizer
- Sarah Peebles, US-amerikanisch-kanadische Komponistin, die im Bereich der Mikrotonalen Musik mit digital prozessiertem Found Sound bzw. Field Recordings arbeitet, Improvisationsmusikerin auf dem japanischen Sho im Bereich der Gagaku-Musik und Installationskünstlerin im Bereich der Bio Art
- Hannah Peel (Hannah Mary Peel), irisch-britische Singer-Songwriterin, Komponistin und Musikproduzentin, Solo als auch bei den Bands The Magnetic North und John Foxx and the Maths, arbeitet mit selbstgebauten Spieldosen, mit denen sie komponiert, aufnimmt und auftritt
- Sasha Perera (auch Mother Perera und Perera Elsewhere), * 1979, britische-internationale Musikerin, Sängerin, MC, DJ, Komponistin und Texterin, u. a. bei der Band Jahcoozi und solo als Perera Elsewhere mit experimenteller Electronica, als DJ unter dem Namen Mother Perera im Bereich Future-Bass, UK Garage u. a.
- Susan Philipsz, * 1965, schottische Bildhauerin und Klangkünstlerin
- Liz Phillips, * 1951, Klangkünstlerin, Pionierin der interaktiven Soundskulptur, kollaborierte mit Nam June Paik und der Merce Cunningham Dance Company
- Danielle de Picciotto, * 1965, US-amerikanische Multimediakünstlerin, Musikerin, Malerin, Zeichnerin, Autorin und Filmemacherin, 1989 zusammen mit Dr. Motte Initiierung der ersten Loveparade in Berlin, Musikerin bei den Bands Space Cowboys, Crime & the City Solution und Ministry of Wolves, 1997 zusammen mit Gudrun Gut Gründung des Ocean Club, Künstlerin/Kuratorin bei der „Berliner Clubkunstkultur“-Bewegung
- Elizabeth Hayden Pizer, * 1954, US-amerikanische Komponistin, Musikjournalistin, Radiomacherin und Archivarin
- Lena Platonos, * 1951, griechische Pianistin, Komponistin und Performerin elektronischer Musik
- Andrea Polli, * 1968, Autorin und Künstlerin, die sich ökologischen Themen widmet, arbeitet mit Sonifikation, um etwa Wetterphänomene hörbar zu machen
- Paula P-Orridge (Alaura O’Dell), * 1963, britische Musikerin
- Valerie Anne Poxleitner (auch Lights und Lights Bokan), * 1987, kanadische Musikerin bzw. Singer-Songwriterin im Bereich des Synthiepop und Elektropop
- Walter Prati (* 1956), italienischer Komponist elektronischer Musik und elektroakustischer Improvisationsmusiker

### Q
- Stacey Q (auch Stacey Lynn Swain), * 1958, US-amerikanische Popsängerin, Tänzerin und Schauspielerin sowie Synchronsprecherin, auch bei der Synthiepopband Q, bekannter Song Two of Hearts (1986)

### R

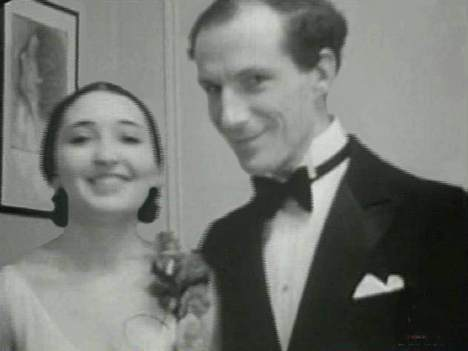
Clara Rockmore und Leon Theremin

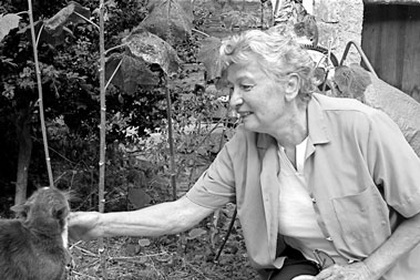
Elaine Radigue mit Katze

- Éliane Radigue, * 1932, zeitgenössische französische Komponistin und eine Wegbereiterin der elektronischen Musik, elektroakustische Komposition, in den 1960er Jahren Assistentin von Pierre Schaeffer und Assistentin von Pierre Henry im Studio Apsome, Arbeit mit ARP 2500 Modularsystem und Bandmaschinen, danach Arbeit mit Mikrofonrückkopplungen und Tapeloops, gemeinsam mit Laurie Spiegel Arbeit mit einem Buchla-Synthesizer an der New York University im Bereich der Minimal Music, in den 2000er Jahren bei der elektronischen Improvisationsband The Lappetites mit Antye Greie-Ripatti, Kaffe Matthews und Ryoko Akama
- Teresa Rampazzi, 1914–2001, italienische Pianistin und Komponistin. Pionierin der elektronischen und Computermusik. 1965 Mitbegründerin der Gruppo NPS (Nuove Proposte Sonore) und Hauptprotagonistin des Centro di Sonologia Computazionale der Universität Padua
- Maja Ratkje, * 1973, norwegische experimentelle Avantgarde-Jazz-Sängerin, Musikerin (Theremin, Laptop und Violine), experimentelle Live-Elektronikerin und Komponistin, Band Spunk zusammen mit Hild Sofie Tafjord, Kristin Andersen und Lene Grenager, zusammen mit Tafjord Noise-Duo Fe-mail bzw. erweitert um Lotta Melin zum Trio Agrare, Filmkomponistin, Arbeit u. a. mit Ikue Mori und Zeena Parkins
- Angie Reed, * 1976, US-amerikanische Sängerin, Musikerin im Bereich Electronica und Rock, Schauspielerin und Performancekünstlerin
- Sally Johnston Reid, * 1948, US-amerikanische Komponistin, Musikpädagogin und Herausgeberin des International League of Women Composers (ILWC) Journal (1991–95), Präsidentin der International Alliance for Women in Music (1999–2000)
- Louise Rhodes, englische Sängerin und Songwriterin der Band Lamb.
- Susanna Ridler, ist eine österr. Vokalistin, Komponistin im Grenzbereich Bereich Jazz, Elektronik, improvisierte Musik, Neue Musik und Literatur.
- Clara Rockmore (Clara Reisenberg), 1911–1998, russisch-US-amerikanische Thereminspielerin, Wegbereiterin und Theoretikerin des Thereminspiels, Zusammenarbeit mit dem Erfinder des Theremins Leon Theremin
- Tara Rodgers (auch Analogue Tara), * 1973, kanadische Musikerin, Musikproduzentin, DJ, Autorin und Hochschullehrerin an der University of Maryland, beschäftigt sich als Autorin mit Sound und Audiotechnologien sowie mit dem Geschlechterverhältnis in der elektronische Musik, verfasste das Buch Pink Noises: Women on Electronic Music and Sound, arbeitet als Musikerin bzw. Musikproduzentin mit SuperCollider
- Samantha Ronson, * 1977, jüdisch-britische Singer-Songwriterin, DJ, Philosophin und Schriftstellerin
- Lucie Bigelow Rosen, 1890–1968, Thereminspielerin, die stark zur Popularität des Theremins in den 1930er und 1940er Jahre beitrug, Gründerin des Caramoor Festivals
- Marina Rosenfeld, US-amerikanische Komponistin, Klangkünstlerin und Visual artist
- Vanessa Rossetto, US-amerikanische Komponistin, Klangkünstlerin, arbeitet mit Feldaufnahmen, Elektronik, Found Sounds, Improvisation.
- Olesya Rostovskaya, * 1975, russische Komponistin in den Bereichen der klassischen und elektroakustischen Musik, Organistin sowie Carillon- (Glockenspiel) und Thereminvox-Spielerin
- Jam Rostron (auch Planningtorock und Janine Rostron), britische Musikerin, Musikproduzentin, Sängerin, Performance-Künstlerin und Multimediakünstlerin, prozessiert ihre Gesangsstimme mit Effekten, um sie geschlechtlich uneindeutig erscheinen zu lassen, um damit die vorherrschenden Geschlechterverhältnisse zu kritisieren[5], veröffentlicht bei Chicks on Speed Records, Mute Records und DFA Records, kollaborierte künstlerisch mit The Knife
- Ina Rotter (Quio), Rapperin und Musikerin, deren Musik sich stilistisch zwischen Pop, Hip-Hop, Clicks &Cuts, 2-Step, Dubstep, Grime und Jungle bewegt, eine der wenigen weiblichen MCs in Deutschland, die über Drum & Bass, Garage und Dubstep reimen
- Anna Rubin, * 1946, US-amerikanische Komponistin elektroakustischer Musik und Autorin, Direktorin der International Alliance for Women in Music
- Ursula Rucker (auch Ursula Desiré Rucker), US-amerikanische Musikerin und Songtexterin, Zusammenarbeit mit King Britt als Supernatural, mit Josh Wink, 4hero und The Roots
- Vivian Adelberg Rudow, * 1936, US-amerikanische Komponistin akustischer und elektroakustischer Musik, Performancekünstlerin, Dirigentin, Produzentin
- Nomi Ruiz, US-amerikanische Sängerin und Musikproduzentin in den Bereichen Nu-Disco, Hip-Hop, ehemals Sängerin bei Hercules and Love Affair, The Ones, Bandmitglied von Jessica 6
- Dasha Rush, russisch-internationale Musikproduzentin, DJ und Musikerin, veröffentlicht auf dem Label Raster-Noton
- Jessica Rylan, * 1974, US-amerikanische Klangkünstlerin, Musikerin in den Bereichen Noise Pop und Folk Noise, Toningenieurin und Instrumentenbauerin, baut und spielt modulare Synthesizer und arbeitete musikalisch mit ihrer Gesangsstimme

### S

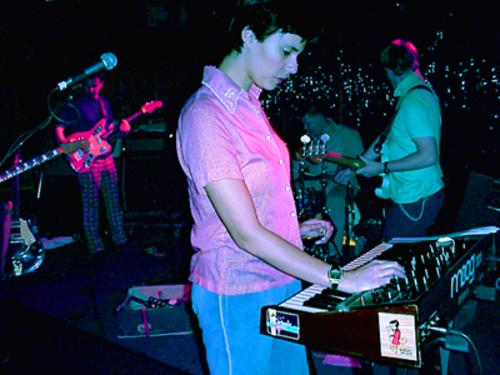
Lætitia Sadier mit Stereolab live

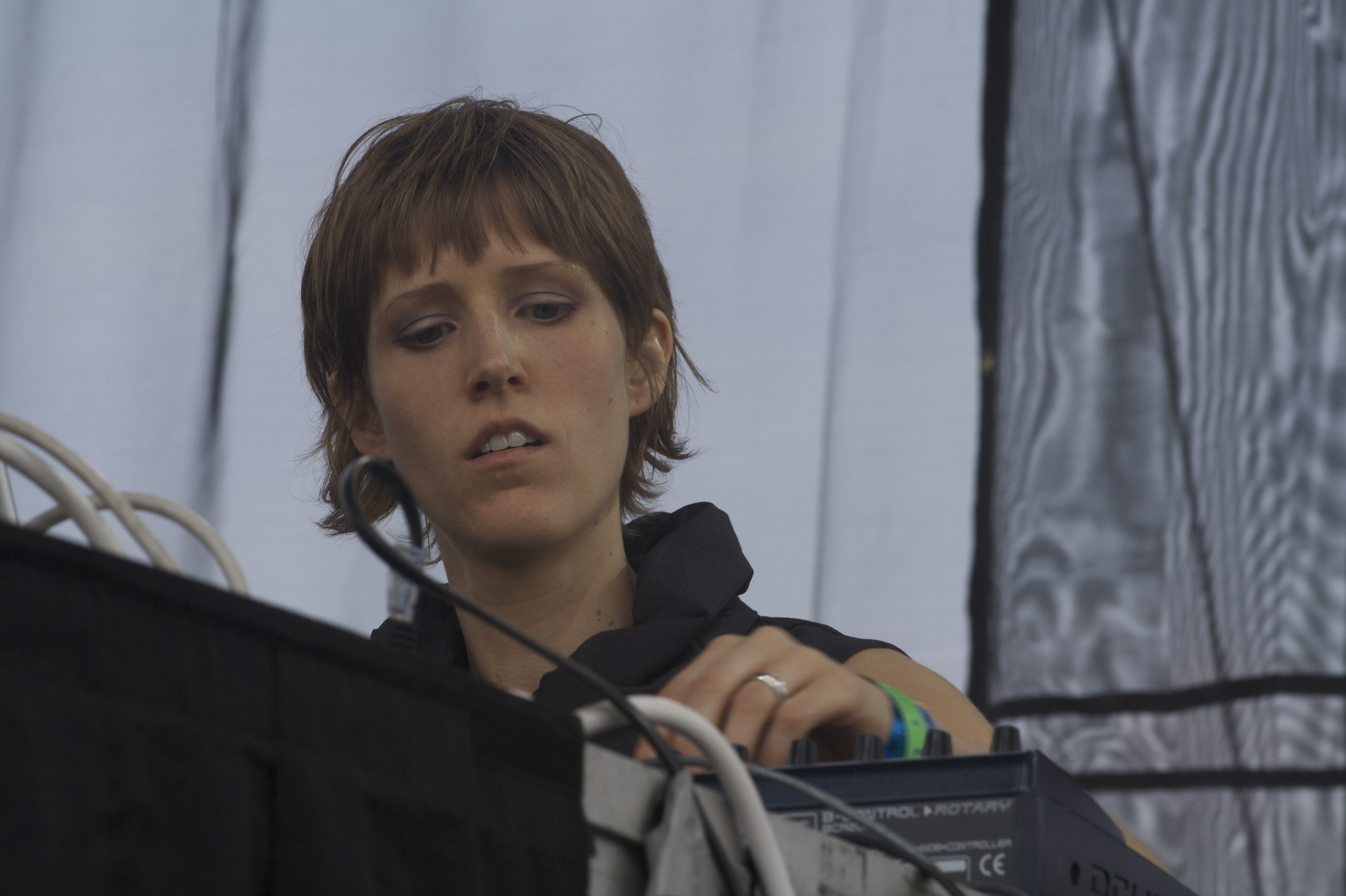
Kate Simko

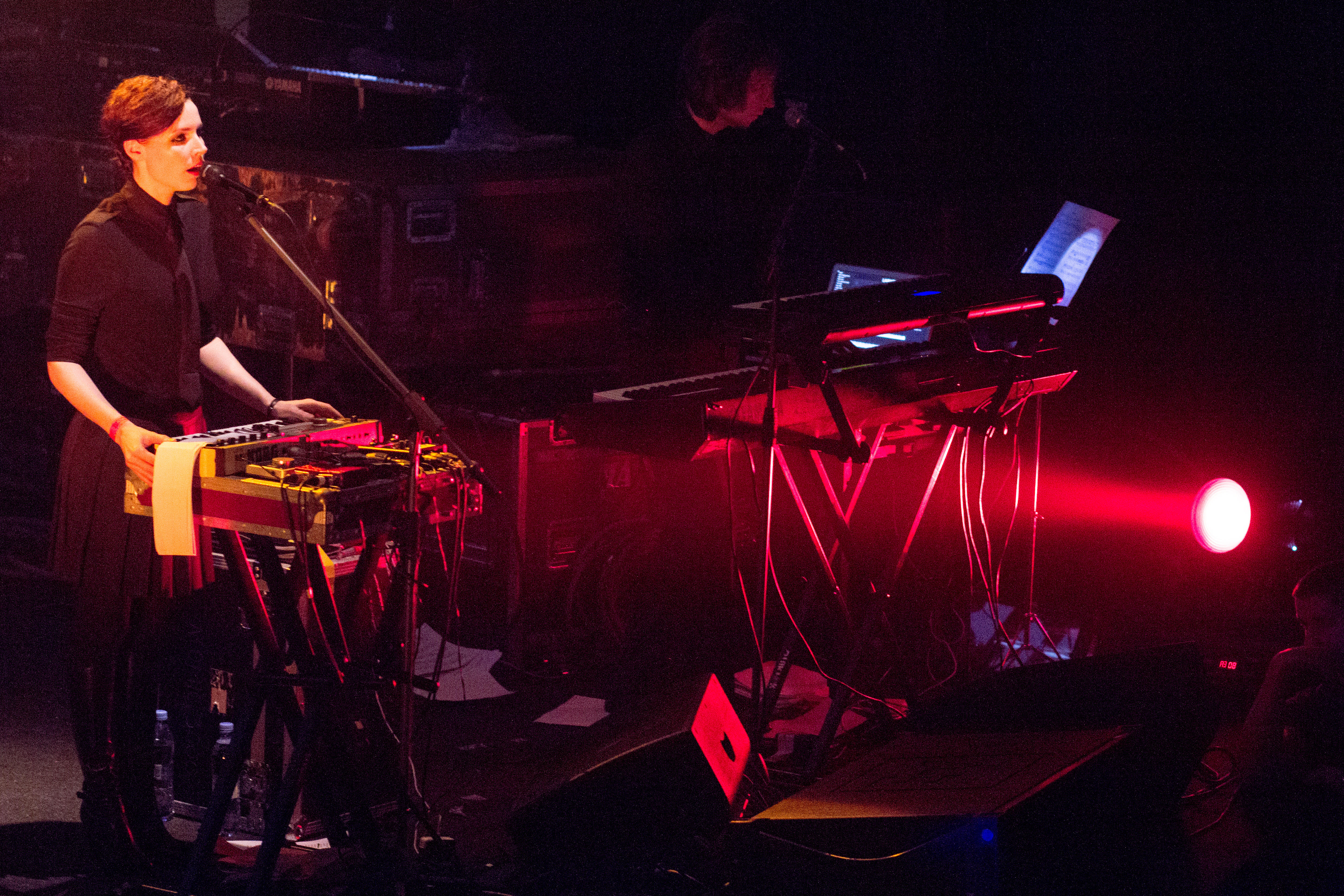
Mina Špiler von Laibach

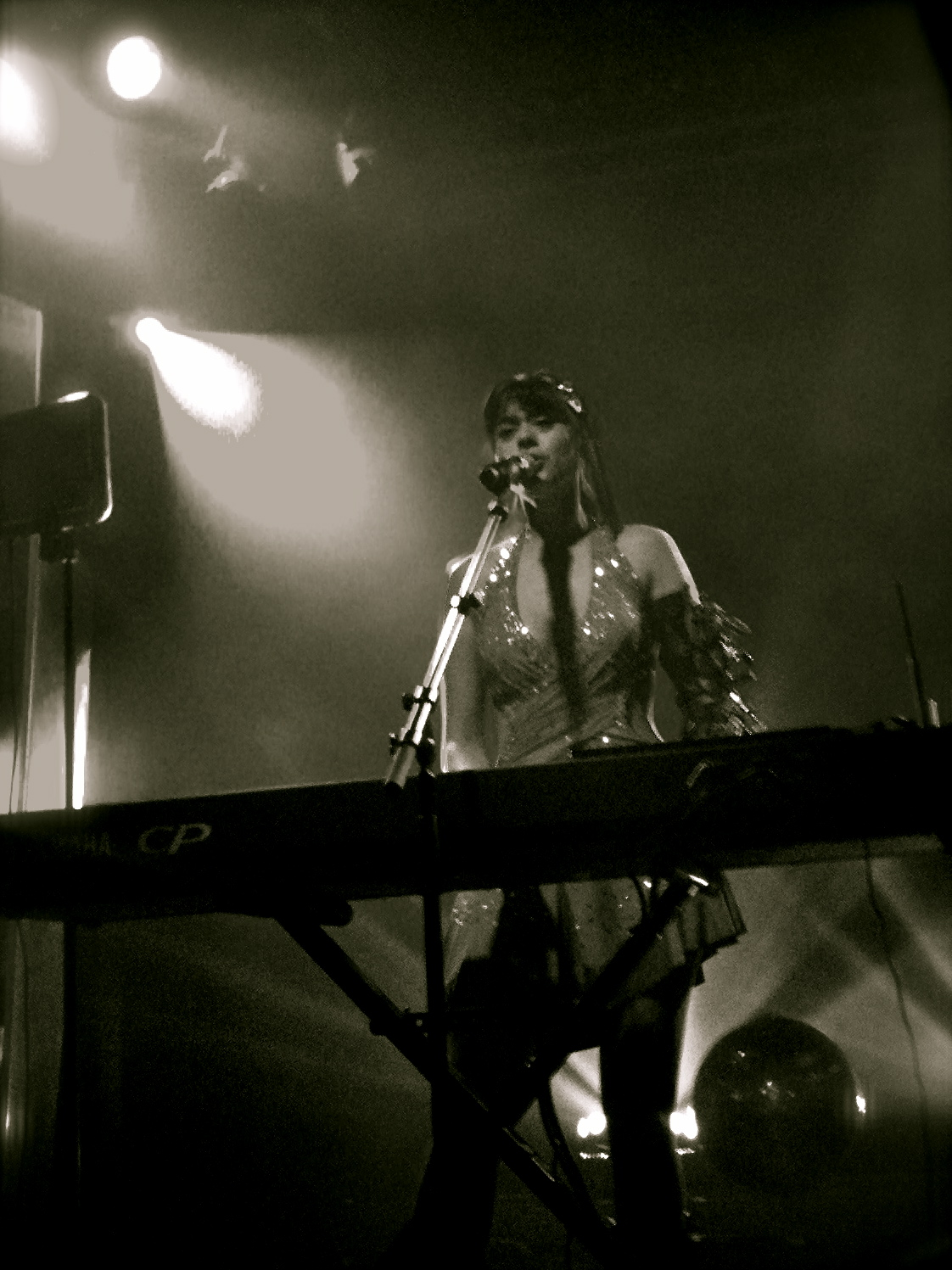
Émilie Simon 2009

- Kaija Saariaho, 1952–2023, finnische Komponistin im Bereich der computergestützten Komposition, Arbeit mit dem Tonband und Live-Elektronik
- Lætitia Sadier (auch Seaya Sadier), Sängerin, Musikerin, Mitgründerin der Bands Stereolab und Monade, Wegbereiterin des Post-Rock
- Jocelyn Rachel “JD” Samson, * 1978, US-amerikanische Musikerin, Musikproduzentin, Singer-Songwriterin und DJ, als JD Samson bei der feministischen Electropunk-Band Le Tigre und Gründungsmitglied von MEN
- Gayle San, * 1967, singapurische DJ und Musikproduzentin im Bereich der elektronischen Tanzmusik
- Santigold (auch Santi White und Santogold), *1976, US-amerikanische Sängerin, Produzentin und Komponistin
- Charissa Saverio, * 1969, als DJ Rap britische Drum-and-Bass-, Jungle-, House- und Electronica-Produzentin und DJ
- Carla Scaletti, * 1956, US-amerikanische Harfenistin, Komponistin und Musiktechnologien, Erfinderin von Kyma, einer Programmiersprache, die Sound in Echtzeit generiert, und Mitgründerin der Firma Symbolic Sound Corporation (1989), die diverse Sounderzeugungstechnologien auf den Markt brachte wie z. B. Granular Synthesis
- Polly Scattergood, * 1986, britische Indiepop-Sängerin und Komponistin, Absolventin der London School for Performing Arts & Technology, veröffentlicht bei Mute Records
- Elisabeth Schimana, * 1958, österreichische Komponistin, Performerin, Radiokünstlerin, Musiktheoretikerin, Ethnologin, tätig im Bereich der Space-Body-Electronics
- Marina Schiptjenko (Anna Marina Schiptjenko), * 1965, schwedische Musikerin und Sängerin, seit den 80er Jahren bei der Synthiepop-Band Page, später bei Bodies Without Organs
- Anja Schneider, deutsche DJ, Musikproduzentin, Radiomacherin und Labelinhaberin im Bereich der elektronischen Tanzmusik
- Cécile Schott (Colleen), * 1976, französische Electronica- und Ambient-Musikproduzentin, Komponistin, veröffentlicht auf dem Label Staalplaat
- Martha Schwendener, Mitgründerin von Bowery Electric (1993, zusammen mit Lawrence Chandler), einer wegweisenden Post-Rock-Band, die mit Laptop, Mixer und Sampler auftraten[6]
- Daria Semegen, * 1946, US-amerikanische klassische zeitgenössische und elektronische Komponistin
- Judith Shatin, * 1949, US-amerikanische Komponistin elektroakustischer Musik und Musikpädagogin, Mitgründerin und Direktorin des Virginia Center for Computer Music
- Ann Shenton, Mitgründerin der Electropunk-Band Add N to (X) (1994–2003), veröffentlichte auf Mute Records, und Labelinhaberin von White Label Music[7][8][9]
- Alice Shields, * 1943, US-amerikanische Komponistin elektronischer Musik und Opernsängerin
- Sick Girls, deutsches DJ- und Musikproduzentinnen-Duo im Bereich der Bass Music[10]
- Juliet Sikora, * 1979, polnische House-DJ und Remixerin
- Kate Simko, US-amerikanische Minimal Techno und Deep-House-Produzentin, Musikerin und Komponistin
- Émilie Simon, * 1978, französische Singer-Songwriterin des Nouvelle Chanson, zeitgenössische elektronische Komponistin und Musikwissenschaftlerin
- Saskia Slegers (auch Miss Djax), *1962, niederländische Musikproduzentin, DJ und mit Djax Records Labelbetreiberin im Bereich Techno, Acid, Schranz und Hip-Hop
- Pril Smiley, * 1943, US-amerikanische Komponistin elektronischer Musik und Pionierin der elektronischen Musik
- Laetitia Sonami, * 1957, französisch-US-amerikanische Klangkünstlerin, Performancekünstlerin, Komponistin interaktiver elektronischer Musik (mit Max/MSP)
- Laurie Spiegel, * 1945, US-amerikanische Komponistin, Gitarristin, Lautenistin und Pionierin der elektronischen Musik, Entwicklerin der algorithmischen Kompositionssoftware Music Mouse (1986), weiterhin Entwicklung von visual music und Computerprogrammen für Visuals oder Videokunst
- Mina Špiler (bei Laibach, auch Mina, Mina Harker, Mina Spiler, Mina Šiler), Slowenische Sängerin und Musikerin (Synthesizer) im Bereich Industrial, bekannter Track Across the Universe
- Bev Stanton, * 1966, unter dem Namen Arthur Loves Plastic US-amerikanische Musikerin, Musikproduzentin, Filmkomponistin und DJ
- Ivana Stefanović, * 1948, jugoslawisch-serbische Komponistin und Radiomacherin
- Maya Consuelo Sternel (auch Donna Maya, Die Patinnen und Maya Princess), DJ, Musikerin, Produzentin, Toningenieurin, Filmkomponistin, Labelbetreiberin von Rudel Records, Autorin („Beat Programmierung“) und Musikpädagogin
- Pamelia Stickney (früher Pamela Kurstin), * 1976, US-amerikanische Theremin-Spielerin im Bereich der Neuen Musik, veröffentlichte auf John Zorns Label Tzadik, Band Blueblut
- Lindsey Stirling, * 1986, US-amerikanische Violinistin, Bühnenkünstlerin und Komponistin in den Bereichen Rock und Hip-Hop

### T
- TĀLĀ, britische elektronische Popmusikerin mit iranischen Einflüssen
- Hild Sofie Tafjord, * 1974, norwegische Hornistin und Komponistin im Bereich der experimentellen Electronica
- Mari Takano, * 1960 in Tokio, japanische Komponistin in den Bereichen World, Jazz und Neue Musik
- Anna Virginia Taylor (Anna Domino), Indie-Rock-Musikerin
- Fiorella Terenzi, italienische Astrophysikerin, Autorin und Musikerin, verwandelt Radiowellen aus dem All in Musik
- Terre Thaemlitz (auch Miss Take, DJ Sprinkles), * 1968, US-amerikanisch-japanische Person, die Electronica- und IDM-Musik macht, Essays schreibt, das Plattenlabel Comatonse Recordings besitzt und im Transgenderaktivismus tätig ist
- Chloé Thévenin (DJ Chloe), * 1976, französische DJ, Künstlerin und Komponistin[11]
- Diane Thome, * 1942, US-amerikanische Komponistin
- Ebony Thomas (Ebony Bones), * 1982, britische Schauspielerin, Songwriterin, Sängerin und Musikproduzentin
- Lynda Thomas (Lynda Aguirre Thomas), * 1981, mexikanische Eurodance-Sängerin, später experimenteller World-Beat
- Noriko Tsujiko (Tujiko Noriko), * 1976, japanische Musikerin und Filmemacherin, arbeitet vorrangig mit dem Sampler MPC 2000, veröffentlicht bei den Plattenlabels Mego und Tomlab
- Barbara Tucker, * 1967, US-amerikanische Singer-Songwriterin im House-Bereich, Schauspielerin, Tänzerin, Choreografin, bekannt durch den Track Beautiful People (1994) auf dem Label Strictly Rhythm, Zusammenarbeit mit Deee-Lite, George Clinton, David Guetta, Blaze
- Cosey Fanni Tutti (Christine Carol Newby), * 1951, Wegbereiterin des Industrial und Performancekünstlerin, u. a. bei Throbbing Gristle, COUM Transmissions, Chris & Cosey bzw. später Carter Tutti
- TYGAPAW, jamaikanische multidisziplinäre Künstlerin, Techno-Produzentin und DJ.

### U

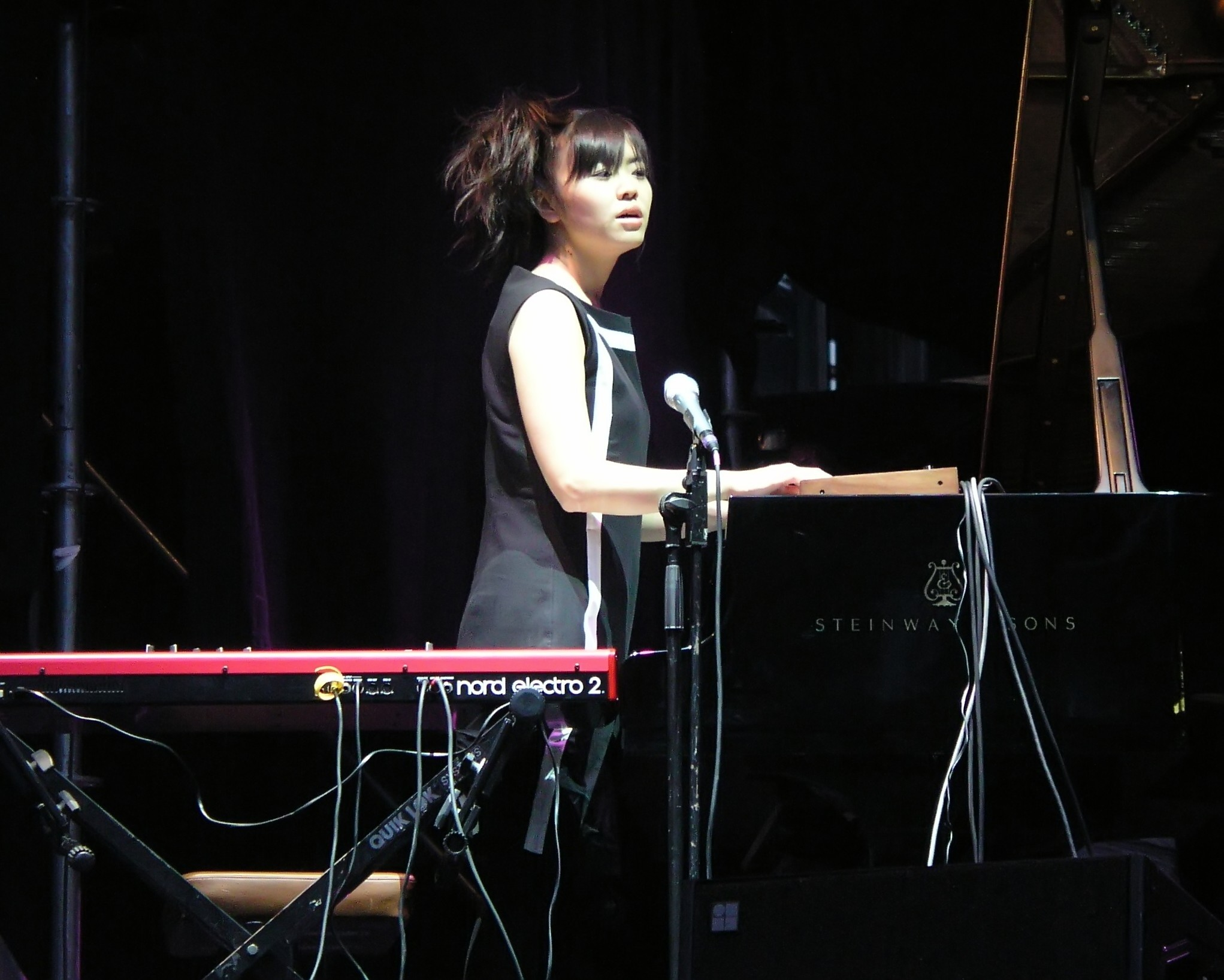
Hiromi Uehara

- Hiromi Uehara, * 1979, japanische Pianistin in den Bereichen des Jazz, Avantgarde und Rock, bezieht in ihr Spiel elektronische Beats ein
- Ludmila Ulehla, 1923–2009, US-amerikanische Komponistin, Musikpädagogin und Autorin

### V
- Kristín Anna Valtýsdóttir, * 1982, isländische Musikerin, Sängerin bei múm, Avey Tare & Kría Brekkan und zeitweilig beim Animal Collective
- Esther Venrooy, * 1974, niederländische Installationskünstlerin und Komponistin elektronischer, vornehmlich abstrakter Musik vor allem auf Entr'acte; lehrt moderne Musik in Gent
- Lois V Vierk, * 1951, US-amerikanische Komponistin im Bereich des Postminimal und des Totalismus (beides Minimal-Music-Tendenzen der 80er Jahre), Musikethnologin, Pianistin und Musikerin der klassischen japanischen Gagaku-Musik
- Sarine Voltage, * 1959, US-amerikanische Musikerin, Singer-Songwriterin und Musikproduzentinim Bereich des No Wave (Band Power of 3), Industrial und Gothic Rock
- Antje Vowinckel, * 1964, experimentelle elektronische Musikerin und Klangkünstlerin, Performerin, Feature- und Hörspielautorin und -regisseurin

### W
- Shirley Walker, 1945–2006, US-amerikanische Komponistin, FIlmmusikkomponistin, Dirigentin, Pianistin und Produzentin, u. a. Synthesizerspielerin für den Soundtrack zum Film Apocalypse Now
- Astrid Walter (DJ Astrid), niederländische DJ und Musikproduzentin
- Jennifer Walshe, * 1974, irische Komponistin, Vocalistin und Künstlerin im Bereich der Neuen Musik, tätig u. a. im Crash Ensemble
- Judy Weinstein, aktiv in den 70er und 80er Jahren, Labelgründerin, Managerin im Musikgeschäft, Musikproduzentin, Assistentin von David Mancuso, gründete den Record Pool For The Record, Mitgründerin der Musikproduktionsfirma Def Mix
- Steffi Weismann, * 1967, Schweizer Klangkünstlerin, Performance-, Intermedia- und Videokünstlerin
- Hildegard Westerkamp, * 1946, deutsch-kanadische Klangkünstlerin, Soundforscherin, Komponistin elektroakustischer Musik, Klangökologin, Flötistin, Pianistin und Autorin, arbeitet häufig mit Field Recordings
- Pietra Wexstun, US-amerikanische elektronische Musikerin (Keyboard, Synthesizer, Theremin) und Singer-Songwriterin, seit 1996 bei der Band Hecate's Angels
- Tina Weymouth, * 1950, US-amerikanische Musikerin (Bassistin) und Gründungsmitglied der Post-Punk- bzw. New-Wave-Band Talking Heads, zu der zeitweilig auch Brian Eno gehörte, später bei Tom Tom Club
- Ruth White, * 1925, US-amerikanische Komponistin und Pionierin der elektronischen Musik, arbeitete als eine der ersten mit dem Moog-Synthesizer
- Jana Winderen, * 1965, norwegische Klang- und Installationskünstlerin, Field Recordings und Soundscape mit Schwerpunkt auf entlegenen Ökosystemen
- Julia Wolfe, * 1958, US-amerikanische Komponistin der Minimal Music im Umfeld von John Cage
- Erykah Badu (Erica Abi Wright), * 1971, US-amerikanische Singer-Songwriterin und Musikproduzentin im Bereich des Neo-Soul, Schauspielerin und politische Aktivistin

### X
- Ramona Andra Xavier, Musikerin des Genres Vaporwave, Tontechnikerin und Grafikdesignerin, veröffentlicht unter den Namen Vektroid, Macintosh Plus, New Dreams Ltd, PrismCorp, Laserdisc Visions, 情報デスクVIRTUAL, Sacred Tapestry, Fuji Grid TV, esc 不在, Tanning Salon, dstnt und Vektordrum

### Y

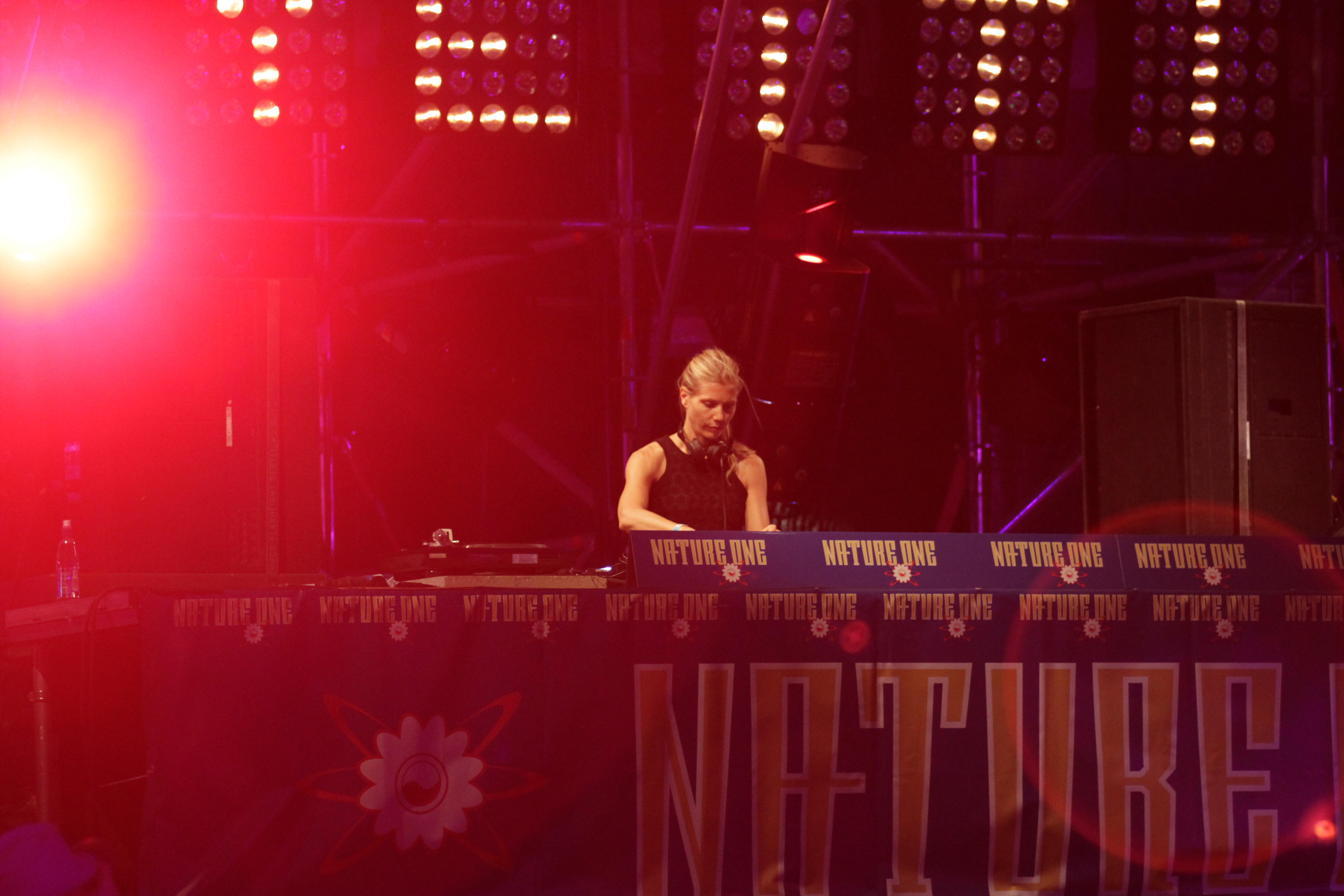
Miss Yetti CT

- Ya Kid K, Rap-Musikerin und Sängerin, bekannt durch das Projekt Technotronic.
- Pati Yang (auch Patrycja Grzymałkiewicz, Children), * 1980, polnische Sängerin im Bereich des Trip-Hop, als Children Musikproduzentin, zusammen mit Stephen Hilton The Free Association, Produktion des Soundtracks zum Film Code 46, Band FlyKKiller
- Akiko Yano, * 1955, japanische Pop- und Jazzmusikerin sowie -sängerin
- Toko Yasuda, japanische Singer-Songwritern, Keyboarderin und Bassistin, u. a. bei Enon und St. Vincent
- Meredith Yayanos, US-amerikanische Violinistin, Sängerin und Thereminspielerin, u. a. bei The Dresden Dolls
- Yazzus, Techno-DJ und Musikproduzentin aus London.
- Miss Yetti, (auch Henrietta Schermall), * 1972, deutsche Musikerin, DJ, Musikproduzentin und Labelinhaberin im Bereich Techno und Electro
- Yoshimi Yokota (Yoshimi P-We), * 1968, japanische Musikerin (Schlagzeug, Trompete, Keyboard, Gesang), u. a. bei der Minimal-Ambient-Noiseband Boredoms, bei der Frauenband OOIOO, beim Ambient-Projekt OLAibi
- Ami Yoshida, * 1976, japanische Musikerin, die mit einer großen Bandbreite an Klängen arbeitet, die sie mit ihrer Stimme erzeugt und die oft noch elektronisch bearbeitet ist
- suGar Yoshinaga, japanische Musikerin, Mitglied der 1993 gegründeten Electronica-Band Buffalo Daughter[12]
- Gayle Young, * 1950, kanadische Komponistin, Autorin, Erfinderin von Musikinstrumenten und Notationssystemen, schreibt seit 1978 für die Zeitschrift Musicworks und ist seit 1987 deren Herausgeberin
- Katherine Young, * 1980, US-amerikanische Improvisationsmusikerin (Fagott, Electronics) und Komponistin, deren Musik von „eigentümlichen Klangfärbungen, expressivem Geräuschen und kinetischen Strukturen“ geprägt ist
- Yasmine und Jahan Yousaf (Band Krewella), US-amerikanisches Musikerinnen- und Musikproduzentinnen-Duo in den Bereichen der House- und Dubstep-Musik

### Z
- Laurie Z, 1957–2006, US-amerikanische Pianistin und elektronische Musikerin in den Bereichen der zeitgenössischen Klassik und des Jazz
- Pamela Z, * 1956, afrikanisch-US-amerikanische Komponistin, Medien- und Performancekünstlerin, die mit Stimmsamples und -loops arbeitet, live in Echtzeit mit MAX/MSP ihre Stimme prozessiert und mit speziellen Controllern Sounds und Visuals live manipuliert
- Mia Zabelka, * 1963, österreichische Komponistin, E-Violinistin und Vokalistin
- Kateryna Zavoloka (Zavoloka), * 1981, ukrainische experimentelle Musikerin, Komponistin, Klangkünstlerin, Performancekünstlerin und Grafikdesignerin, die u. a. mit Aphex Twin auf Tour war und mit Antye Greie-Ripatti für ein Album kollaborierte
- Marian Zazeela, 1940–2024, US-amerikanische Malerin, Licht-, Performance- und Installationskünstlerin, Designerin, Autorin und Musikerin im Bereich der Minimal Music und der klassischen indischen Musik
- Abigail (auch Abigail Zsiga), britische Sängerin, Songwriterin und Musikproduzentin im Bereich der Hi-NRG-Musik